# Bahnstrecke Freital Ost–Possendorf
| |                                     |                                                |                                                |
| Streckennummer: | 6609; sä. PP                        |                                                |                                                |
| Kursbuchstrecke: | 131f (1934) 159k (1946) 159g (1957) |                                                |                                                |
| Streckenlänge: | 13,266 km                           |                                                |                                                |
| Spurweite: | 1435 mm (Normalspur)                |                                                |                                                |
| Streckenklasse: | C3                                  |                                                |                                                |
| Maximale Neigung: | 25 ‰                                |                                                |                                                |
| Minimaler Radius: | 85 m                                |                                                |                                                |
| |                                     |                                                |                                                |
| \| \| \| von Dresden Hbf \| \| \| \| −0,039 \| Freital Ost (Bft) \| 156 m \| \| \| 0,000 \| nach Abzw Werdau Bogendreieck \| nach Abzw Werdau Bogendreieck \| \| \| 0,222 \| Infrastrukturgrenze DB Netz/Windbergbahn e. V. \| Infrastrukturgrenze DB Netz/Windbergbahn e. V. \| \| \| \| Anst Weizenmühle Plauenscher Grund \| \| \| \| 0,260 \| Freital Ost Güteranlage früher Niedergittersee \| 158 m \| \| \| \| \| \| \| \| 0,492 \| Freital-Birkigt \| 158 m \| \| \| 0,715 \| Anst Baukombinat \| Anst Baukombinat \| \| \| 0,872 \| EÜ Coschützer Straße (18 m) \| EÜ Coschützer Straße (18 m) \| \| \| 1,069 \| Anst Elektrizitätswerk Coschütz \| Anst Elektrizitätswerk Coschütz \| \| \| 1,270 \| Anst Maschinenfabrik Otto Hänsel \| Anst Maschinenfabrik Otto Hänsel \| \| \| 1,442 \| Anst Fördertechnik GmbH, Werk I \| Anst Fördertechnik GmbH, Werk I \| \| \| 1,461 \| Anst Fördertechnik GmbH, Werk II \| Anst Fördertechnik GmbH, Werk II \| \| \| 1,476 \| Zweigbahn zum Moritzschacht \| Zweigbahn zum Moritzschacht \| \| \| 1,597 \| EÜ Fördertechnik GmbH (3,43 m) \| EÜ Fördertechnik GmbH (3,43 m) \| \| \| 2,678 \| EÜ F-Freiligrath-Straße (8 m) \| EÜ F-Freiligrath-Straße (8 m) \| \| \| 3,000 \| Leisnitz / Schloss Burgk \| Leisnitz / Schloss Burgk \| \| \| 3,685 \| EÜ Bannewitzer Straße (7 m) \| EÜ Bannewitzer Straße (7 m) \| \| \| 4,558 \| EÜ Kesselgrund (21 m) \| EÜ Kesselgrund (21 m) \| \| \| 5,035 \| Zweigbahn zum Meiselschacht \| Zweigbahn zum Meiselschacht \| \| \| 5,204 \| EÜ Karlsruher Straße (18 m) \| EÜ Karlsruher Straße (18 m) \| \| \| 5,503 \| Anst Reifenwerk Dresden \| Anst Reifenwerk Dresden \| \| \| 5,683 \| Dresden-Gittersee \| 276 m \| \| \| 6,060 \| (Ende Strecke 6609) \| (Ende Strecke 6609) \| \| \| 6,590 \| Zweigbahn zum Reiboldschacht \| Zweigbahn zum Reiboldschacht \| \| \| \| Windberg-Zweigbahn \| \| \| \| 7,866 \| Abzw Kleinnaundorf Po 77 \| Abzw Kleinnaundorf Po 77 \| \| \| 8,224 \| Anst Glück-Auf-Schacht \| Anst Glück-Auf-Schacht \| \| \| 8,314 \| Kleinnaundorf \| 307 m \| \| \| 8,990 \| Anst Steinbruch Thürk \| Anst Steinbruch Thürk \| \| \| 9,530 \| Cunnersdorf (b Freital) \| 304 m \| \| \| 9,608 \| Anst Marienschacht \| Anst Marienschacht \| \| \| 10,500 \| Bannewitz \| 299 m \| \| \| 10,730 \| EÜ Horkenstraße \| EÜ Horkenstraße \| \| \| 11,753 \| Hänichen-Goldene Höhe \| 306 m \| \| \| 12,142 \| Zweigbahn zum Beharrlichkeitsschacht \| Zweigbahn zum Beharrlichkeitsschacht \| \| \| \| Zweigbahn zum Berglustschacht \| \| \| \| \| Zweigbahn zum Hermannschacht \| \| \| \| 13,266 \| Possendorf \| 300 m \| \| \| 13,573 \| (Streckenende) \| (Streckenende) \| |                                     |                                                |                                                |
| Strecke |                                     | von Dresden Hbf                                | von Dresden Hbf                                |
| Blockstelle | −0,039                              | Freital Ost (Bft)                              | 156 m                                          |
| Abzweig ehemals geradeaus und nach rechts | 0,000                               | nach Abzw Werdau Bogendreieck                  | nach Abzw Werdau Bogendreieck                  |
| Wechsel des Eisenbahninfrastrukturunternehmens (Strecke außer Betrieb) | 0,222                               | Infrastrukturgrenze DB Netz/Windbergbahn e. V. | Infrastrukturgrenze DB Netz/Windbergbahn e. V. |
| Abzweig geradeaus und von links (Strecke außer Betrieb) |                                     | Anst Weizenmühle Plauenscher Grund             | Anst Weizenmühle Plauenscher Grund             |
| Dienststation / Betriebs- oder Güterbahnhof (Strecke außer Betrieb) | 0,260                               | Freital Ost Güteranlage früher Niedergittersee | 158 m                                          |
| |                                     |                                                |                                                |
| Haltepunkt / Haltestelle | 0,492                               | Freital-Birkigt                                | 158 m                                          |
| Abzweig geradeaus und ehemals von rechts | 0,715                               | Anst Baukombinat                               | Anst Baukombinat                               |
| Brücke | 0,872                               | EÜ Coschützer Straße (18 m)                    | EÜ Coschützer Straße (18 m)                    |
| Abzweig geradeaus und ehemals nach rechts | 1,069                               | Anst Elektrizitätswerk Coschütz                | Anst Elektrizitätswerk Coschütz                |
| Abzweig geradeaus und ehemals nach links | 1,270                               | Anst Maschinenfabrik Otto Hänsel               | Anst Maschinenfabrik Otto Hänsel               |
| Abzweig geradeaus und ehemals nach rechts | 1,442                               | Anst Fördertechnik GmbH, Werk I                | Anst Fördertechnik GmbH, Werk I                |
| Abzweig geradeaus und ehemals nach links | 1,461                               | Anst Fördertechnik GmbH, Werk II               | Anst Fördertechnik GmbH, Werk II               |
| Abzweig geradeaus und ehemals von links | 1,476                               | Zweigbahn zum Moritzschacht                    | Zweigbahn zum Moritzschacht                    |
| Brücke | 1,597                               | EÜ Fördertechnik GmbH (3,43 m)                 | EÜ Fördertechnik GmbH (3,43 m)                 |
| Brücke | 2,678                               | EÜ F-Freiligrath-Straße (8 m)                  | EÜ F-Freiligrath-Straße (8 m)                  |
| Haltepunkt / Haltestelle | 3,000                               | Leisnitz / Schloss Burgk                       | Leisnitz / Schloss Burgk                       |
| Brücke | 3,685                               | EÜ Bannewitzer Straße (7 m)                    | EÜ Bannewitzer Straße (7 m)                    |
| Brücke | 4,558                               | EÜ Kesselgrund (21 m)                          | EÜ Kesselgrund (21 m)                          |
| Abzweig geradeaus und ehemals von rechts | 5,035                               | Zweigbahn zum Meiselschacht                    | Zweigbahn zum Meiselschacht                    |
| Brücke | 5,204                               | EÜ Karlsruher Straße (18 m)                    | EÜ Karlsruher Straße (18 m)                    |
| Abzweig geradeaus und ehemals von links | 5,503                               | Anst Reifenwerk Dresden                        | Anst Reifenwerk Dresden                        |
| Bahnhof | 5,683                               | Dresden-Gittersee                              | 276 m                                          |
| | 6,060                               | (Ende Strecke 6609)                            | (Ende Strecke 6609)                            |
| Abzweig geradeaus und nach rechts (Strecke außer Betrieb) | 6,590                               | Zweigbahn zum Reiboldschacht                   | Zweigbahn zum Reiboldschacht                   |
| Abzweig geradeaus und von rechts (Strecke außer Betrieb) |                                     | Windberg-Zweigbahn                             | Windberg-Zweigbahn                             |
| Blockstelle (Strecke außer Betrieb) | 7,866                               | Abzw Kleinnaundorf Po 77                       | Abzw Kleinnaundorf Po 77                       |
| Abzweig geradeaus und nach rechts (Strecke außer Betrieb) | 8,224                               | Anst Glück-Auf-Schacht                         | Anst Glück-Auf-Schacht                         |
| Haltepunkt / Haltestelle (Strecke außer Betrieb) | 8,314                               | Kleinnaundorf                                  | 307 m                                          |
| Abzweig geradeaus und nach rechts (Strecke außer Betrieb) | 8,990                               | Anst Steinbruch Thürk                          | Anst Steinbruch Thürk                          |
| Haltepunkt / Haltestelle (Strecke außer Betrieb) | 9,530                               | Cunnersdorf (b Freital)                        | 304 m                                          |
| Abzweig geradeaus und nach links (Strecke außer Betrieb) | 9,608                               | Anst Marienschacht                             | Anst Marienschacht                             |
| Bahnhof (Strecke außer Betrieb) | 10,500                              | Bannewitz                                      | 299 m                                          |
| Brücke (Strecke außer Betrieb) | 10,730                              | EÜ Horkenstraße                                | EÜ Horkenstraße                                |
| Bahnhof (Strecke außer Betrieb) | 11,753                              | Hänichen-Goldene Höhe                          | 306 m                                          |
| Abzweig geradeaus und von links (Strecke außer Betrieb) | 12,142                              | Zweigbahn zum Beharrlichkeitsschacht           | Zweigbahn zum Beharrlichkeitsschacht           |
| Abzweig geradeaus und nach rechts (Strecke außer Betrieb) |                                     | Zweigbahn zum Berglustschacht                  | Zweigbahn zum Berglustschacht                  |
| Abzweig geradeaus und nach links (Strecke außer Betrieb) |                                     | Zweigbahn zum Hermannschacht                   | Zweigbahn zum Hermannschacht                   |
| Bahnhof (Strecke außer Betrieb) | 13,266                              | Possendorf                                     | 300 m                                          |
| | 13,573                              | (Streckenende)                                 | (Streckenende)                                 |

Die Bahnstrecke Freital Ost–Possendorf ist eine normalspurige Nebenbahn bei Dresden in Sachsen, die als erste deutsche Gebirgsbahn gilt. Erbaut wurde sie 1856 durch die Albertsbahn AG als Hänichener Kohlezweigbahn für die Abfuhr der in Hänichen und am Windberg oberhalb der 1921 gegründeten Stadt Freital geförderten Steinkohle. Nach einem Umbau zu einer öffentlichen Linie und der Verlängerung nach Possendorf war sie eine bedeutende Ausflugsbahn. Allgemein bekannt ist die Strecke als Windbergbahn. Historisch ist die Strecke auch als Sächsische Semmeringbahn und Possendorfer Heddel bekannt geworden.
Der obere Abschnitt wurde bereits 1951 stillgelegt, die Reststrecke diente bis 1989 vor allem den strategisch wichtigen Uranerztransporten der SDAG Wismut. Der verbliebene Güterverkehr endete 1993. Seit 2008 befinden sich die noch vorhandenen Bahnanlagen bis Dresden-Gittersee im Besitz des Sächsischen Museumseisenbahn Vereins Windbergbahn e. V., der sie als Museumsbahn nutzt.
Die noch vorhandenen Gebäude und Anlagen der gesamten Strecke stehen seit 1980 wegen ihrer eisenbahngeschichtlichen Bedeutung als Kulturdenkmal unter Denkmalschutz.

## Geschichte

### Vorgeschichte
Erste Nachweise für die Förderung von Steinkohle im Döhlener Becken stammen schon von 1542. Aber erst mit der beginnenden Industrialisierung Anfang des 19. Jahrhunderts nahm der Abbau größere Ausmaße an. In dieser Zeit entstanden die ersten Tiefbauschächte. Dem Transport der Kohle nach Dresden diente in dieser Zeit die Kohlenstraße, die von den Fördergebieten bei Hänichen und am Windberg über Coschütz direkt zu den Abnehmern in Dresden führte.
Im Jahr 1849 entstand mit dem Hänichener Steinkohlenbauverein eine Aktiengesellschaft, zu der die Gruben Beckerschacht, Beharrlichkeitsschacht und Berglustschacht bei Hänichen gehörten. Der Hänichener Steinkohlenbauverein forderte 1852 den Bau einer Eisenbahnverbindung zu den Schächten auf privater Basis, um die unzureichenden Transportverhältnisse zu verbessern. Die Strecke sollte in Niedersedlitz an der Sächsisch-Böhmischen Staatseisenbahn beginnen und durch das Lockwitztal nach Hänichen führen. Die nötige Konzession wurde allerdings verweigert, da der sächsische Staat zu dieser Zeit vor allem an gewinnbringenden Hauptbahnen interessiert war.
Ähnliche Forderungen nach einer Eisenbahnverbindung kamen jedoch zur gleichen Zeit auch von den Bergbauunternehmern und Fabrikanten des Plauenschen Grundes. Hier stimmte der sächsische Staat den Plänen zum Bau einer Bahnstrecke zu, die von Dresden aus bis Tharandt führen und später ein Teil einer Fernverbindung Richtung Freiberg und Chemnitz werden sollte. Am 4. Mai 1853 gründete sich die Albertsbahngesellschaft, am 28. Juni 1855 wurde ihre Strecke von Dresden nach Tharandt eröffnet. Die Konzession zum Bau der Strecke Dresden–Tharandt bezog auch den etwaigen Bau einer Zweigbahn nach Hänichen mit ein.
Am 31. Mai 1855 schloss die Albertsbahn AG mit dem Hänichener Steinkohlenbauverein einen Vertrag, der die Einrichtung einer Zweigbahn zu deren Schächten bei Hänichen vorsah.

### Bau und Eröffnung
Der Bau der Hänichener Kohlenzweigbahn erwies sich letztlich als außerordentlich problematisch. Wegen der enormen Höhenunterschiede war zunächst der Bau einer Seilzugbahn konzipiert worden, die an eine mit Pferden betriebene Strecke im Poisental anschließen sollte. Eine solche Lösung hätte allerdings eine viel zu niedrige Beförderungskapazität gehabt, so dass sie – auch aus Kostengründen – verworfen wurde.

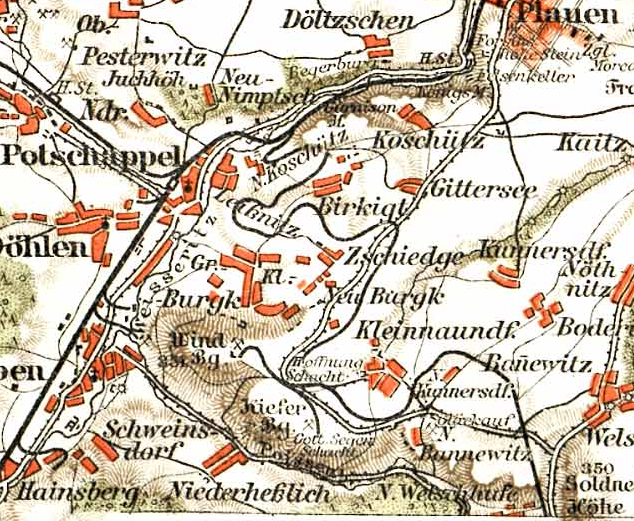
Die Streckenführung der Hänichener Kohlenzweigbahn am Windberg

Der für die Planung und Bauleitung zuständige Eisenbahningenieur Guido Brescius entwarf schließlich eine als reine Adhäsionsbahn konzipierte Trassenführung, die in künstlicher Längenentwicklung in Kehren am Birkigter Hang aufwärts führte. Durch eine geschickte Wahl der Streckenführung gelang es, ohne teure Kunstbauten wie Brücken und Einschnitte auszukommen. Die meisten Zechen konnten zudem durch sehr kurze Anschlussbahnen an die neue Strecke angeschlossen werden. Allerdings war zunächst noch ein Betrieb mit Pferden vorgesehen.

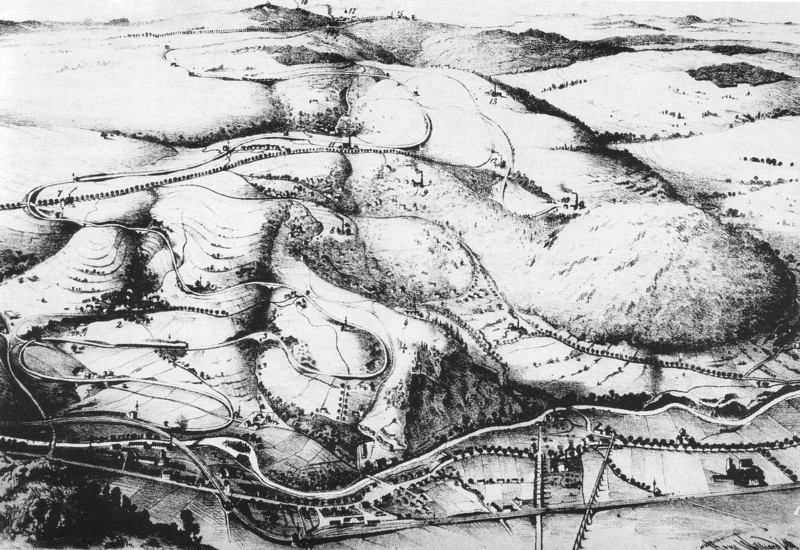
Die Trasse auf einer Zeichnung von Guido Brescius (1861)

Nach Bekanntwerden des Bahnprojektes schlossen die interessierten Steinkohlenwerke Anschlussverträge mit der Albertsbahn AG über die zu transportierenden Tonnagen ab. Die avisierten Transportmengen nahmen jedoch einen solchen Umfang an, dass an einen Betrieb mit Pferden nicht mehr zu denken war. Guido Brescius plante die Strecke nunmehr als normale Lokomotiveisenbahn. Gegen erhebliche Widerstände von Kritikern des eigenen Berufsstandes und den Aktionären der Albertsbahn setzte er letztlich seinen Plan durch.
Im Lauf des Jahres 1855 begannen schließlich die Bauarbeiten, die rasch voranschritten. Am 4. April 1856 wurde die Abzweigweiche zur Albertsbahn in Niedergittersee eingebaut. Am 21. Oktober 1856 war die Strecke mit der Prüfung durch ein Sachverständigengremium fertiggestellt. Im Februar und März 1857 lieferte die Firma Hartmann in Chemnitz die drei bestellten Lokomotiven aus.
Der erste Leergüterzug fuhr am 1. April 1857 vom Dresdner Kohlenhafen nach Hänichen, um am Nachmittag, beladen mit Kohle des Hänichener Steinkohlenbauvereins, wieder talwärts zu rollen. Damit hatte die erste Gebirgsbahn auf dem heutigen Territorium Deutschlands ihren Betrieb aufgenommen.
Am 15. April 1857 unternahm der sächsische König Johann eine Inspektionsfahrt auf der Hänichener Kohlenzweigbahn. Im Anschluss an die Fahrt äußerte er in einer Rede vor den Aktionären der Albertsbahn AG den Satz: „Nun meine Herren, jetzt stehen wir den Österreichern in nichts mehr nach. Auch wir haben nun eine Semmeringbahn, eine Sächsische Semmeringbahn.“ Seitdem ist der Name Sächsische Semmeringbahn für die Strecke in Gebrauch.

### Im Betrieb der Albertsbahn AG

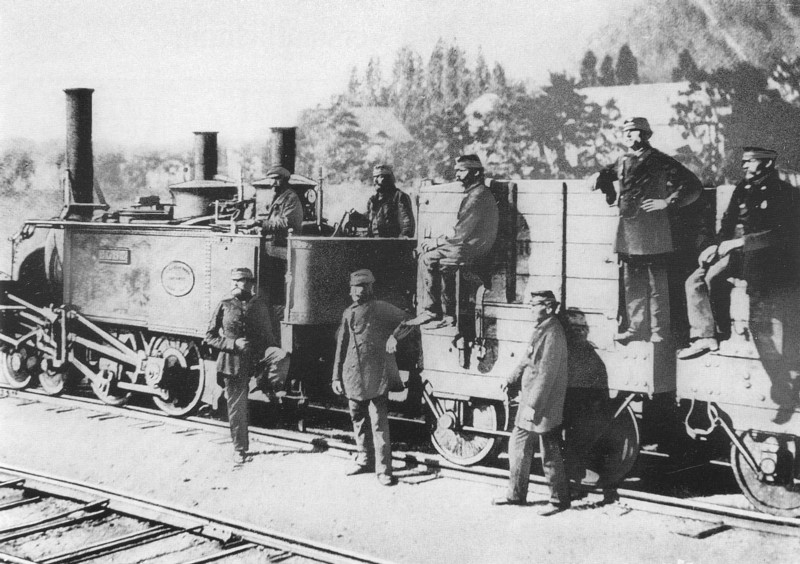
Ein Kohlezug mit Fünf-Tonnen-Kohlehunten in Niedergittersee (1867)

Die neue Bahn erfüllte von Beginn an die Erwartungen. Der Betrieb auf den engen Radien erwies sich als vollkommen sicher. Problematisch war in den ersten Betriebsjahren die zu geringe Ausstattung mit Betriebsmitteln. Bis zur Verstaatlichung hatte die Albertsbahn AG für die Hänichener Kohlezweigbahn nur 290 Fünf-Tonnen-Hunte beschafft, was selten ausreichte. Das Problem verschärfte sich noch dadurch, dass der Hänichener Steinkohleverein als Hauptaktionär der Albertsbahn AG bei der Gestellung von Leerwagen bevorzugt wurde.
Ab dem 10. März 1857 bot die Albertsbahn an Sonntagen auch Ausflugsfahrten für die Öffentlichkeit an. Die unbequemen Kohlehunte erhielten dafür eine Ausstattung mit Bänken. In jener Zeit wurde der geradezu legendäre Ruf der Windbergbahn als Ausflugsbahn begründet.

### Nach der Verstaatlichung
Die Konzession für die Albertsbahn war zunächst auf 20 Jahre bis 1873 ausgestellt gewesen. Nach dem Deutschen Krieg 1866 strebte der sächsische Staat eine Verstaatlichung seiner Eisenbahnen an. Mit der schon länger geplanten Strecke zwischen Freiberg und Tharandt sollte zudem die notwendige Verbindung zwischen den bislang getrennten Netzen der Östlichen und Westlichen Staatseisenbahnen entstehen. Die Albertsbahn AG setzte diesen Plänen keinen Widerstand entgegen, waren doch die erhofften reichen Gewinne für die Aktionäre ausgeblieben. So ging die Albertsbahn AG am 1. Juli 1868 für 2.862.800 Taler in das Eigentum des sächsischen Staates über. Zum Zeitpunkt der Verstaatlichung standen auf der Hänichener Kohlezweigbahn fünf Lokomotiven und 290 Fünf-Tonnen-Hunte mit einem Nettoladegewicht von 1450 Tonnen im Einsatz.

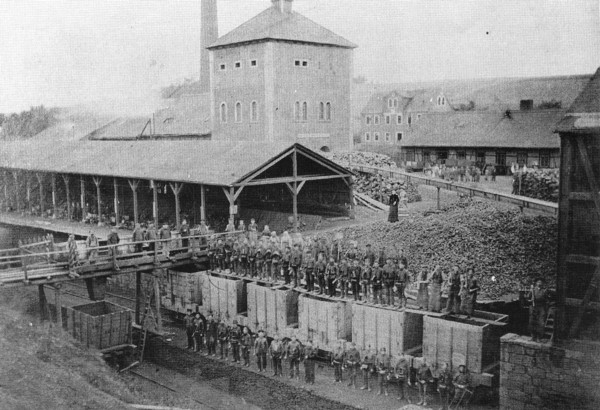
Der Beharrlichkeitsschacht in Rippien (1882)

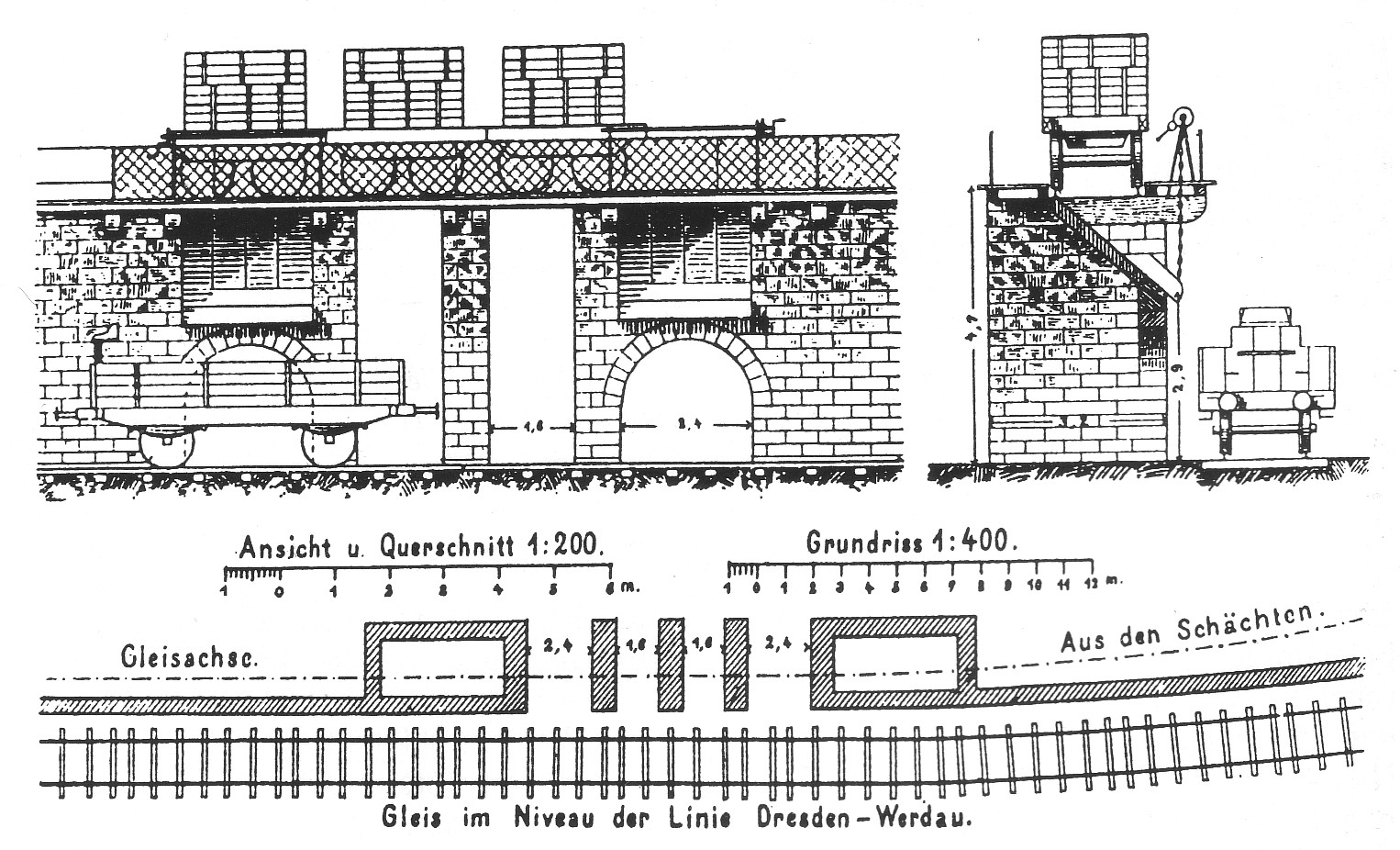
Schema der Umladeanlage Niedergittersee

Im Jahr 1869 wurde der Lückenschluss zwischen Freiberg und Flöha vollzogen und die Generaldirektion der Königlich Sächsischen Staatseisenbahnen gegründet. Damit erschlossen sich neue Absatzgebiete für die am Windberg geförderte Steinkohle. Da ein Übergang der Fünf-Tonnen-Kohlehunte der Albertsbahn auf Staatsbahngleise nicht zugelassen war, errichtete man 1870 in Niedergittersee eine Umladeanlage. Für den Einsatz auf der Umladeanlage ließ die Staatsbahn 1873 nochmals 80 Kohlehunte in verbesserter Konstruktion herstellen, die unterflur entladen werden konnten.
In den nächsten Jahrzehnten sank die beförderte Tonnage erheblich. Bemerkenswert ist der Rückgang von 171.000 t im Jahr 1872 auf nur noch 137.000 t sechs Jahre später. Grund dafür war die zunehmende Erschöpfung der bauwürdigen Vorräte im Windberggebiet. Der einst bedeutende Windbergschacht wurde 1877 aufgegeben, kurz darauf der benachbarte Neuhoffnungsschacht. Die Hänichener Kohlezweigbahn erfuhr 1879 eine Abstufung zur Secundärbahn.
In den Jahren 1893/94 erfolgte ein Streckenausbau für größere Achslasten. Von nun an war neben dem Einsatz stärkerer Lokomotiven die Beförderung normaler Zehn-Tonnen-Güterwagen zugelassen. Trotzdem blieb ein Teil der nicht mehr zeitgemäßen Fünf-Tonnen-Hunte bis nach 1900 im Einsatz.

### Die Verlängerung nach Possendorf

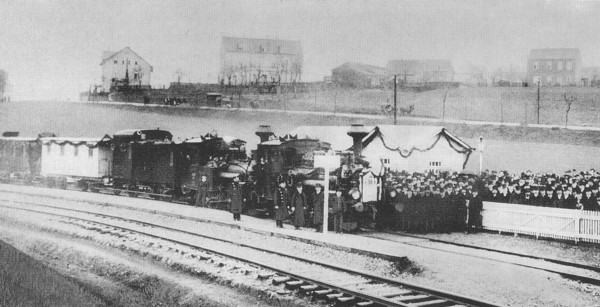
Der Festzug zur Eröffnung des Personenverkehrs mit zwei Lokomotiven der Gattung VII T am 21. September 1907

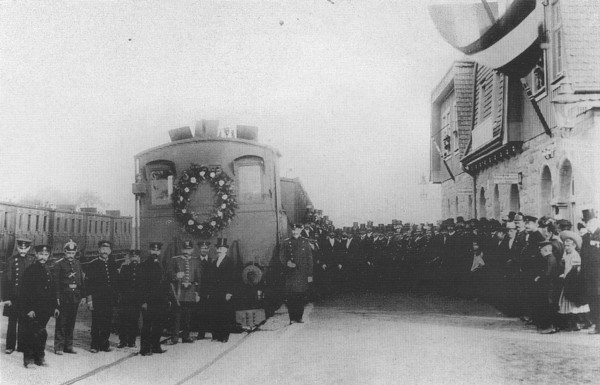
Am 30. September 1908 wurde die Streckenverlängerung bis Possendorf eröffnet.

Um 1900 waren die Kohlevorkommen bei Hänichen erschöpft. Der Berglustschacht schloss 1905, die beiden anderen Schächte kurz darauf. Am 18. Mai 1906 wurde der Hänichener Steinkohlenbauverein aus dem Gewerberegister gestrichen. Nach der Entlassung der Belegschaften entstand in den Orten der Umgebung ein sozialer Notstand. In dieser Situation regte man erneut die Fortführung der Bahn bis Possendorf und den Ausbau zu einer dem öffentlichen Verkehr dienenden Linie an. Am 16. Dezember 1905 wurde der Ständekammer ein Dekret zum Ausbau der Kohlebahn vorgelegt. Noch vor Jahresende genehmigte der Landtag das Vorhaben. Das königliche Finanzamt bewilligte Anfang 1906 die erforderlichen Mittel von 490.000 Mark, und der Bau konnte beginnen.
Am 12. September 1907 begannen bei laufendem Betrieb die Umbauarbeiten. Neben der Verlängerung der Trasse bis Possendorf wurde der Oberbau der gesamten Strecke erneuert. Allerdings gelang es nicht, die vorhandenen engen Radien deutlich zu erweitern, da dies eine umfassende Neutrassierung erfordert hätte. So blieb etwa der 85-Meter-Radius des Gleises im Geiersgraben erhalten. Nach 100 Tagen Bauzeit war die umgebaute Strecke bis Hänichen-Goldene Höhe fertiggestellt. Mit einem Festzug wurde die Strecke am 21. Dezember 1907 für den öffentlichen Verkehr von den K.Sächs.Sts.E.B. eröffnet.
Der Bau der Verlängerung bis Possendorf dauerte indes noch weitere neun Monate. Am 30. September 1908 eröffnete der Possendorfer Bürgermeister den über einen Kilometer langen Neubauabschnitt dieser Staatsbahnstrecke. Am 1. Oktober 1908 begann der planmäßige Zugbetrieb in der Relation Dresden–Possendorf.
Die neue Verbindung entwickelte sich in kürzester Zeit zu einer der wichtigsten Ausflugsbahnen Sachsens. Dem wurde noch vor dem Ersten Weltkrieg mit der Entwicklung leistungsstarker Lokomotiven und entsprechender Aussichtswagen entsprochen.

### Im Betrieb der Deutschen Reichsbahn bis zum Ende des Zweiten Weltkrieges
Nach dem Ersten Weltkrieg – am 1. April 1920 – gingen die Sächsischen Staatseisenbahnen in der neugegründeten Deutschen Reichsbahn auf. Die Windbergbahn gehörte danach zum Netz der Reichsbahndirektion Dresden.

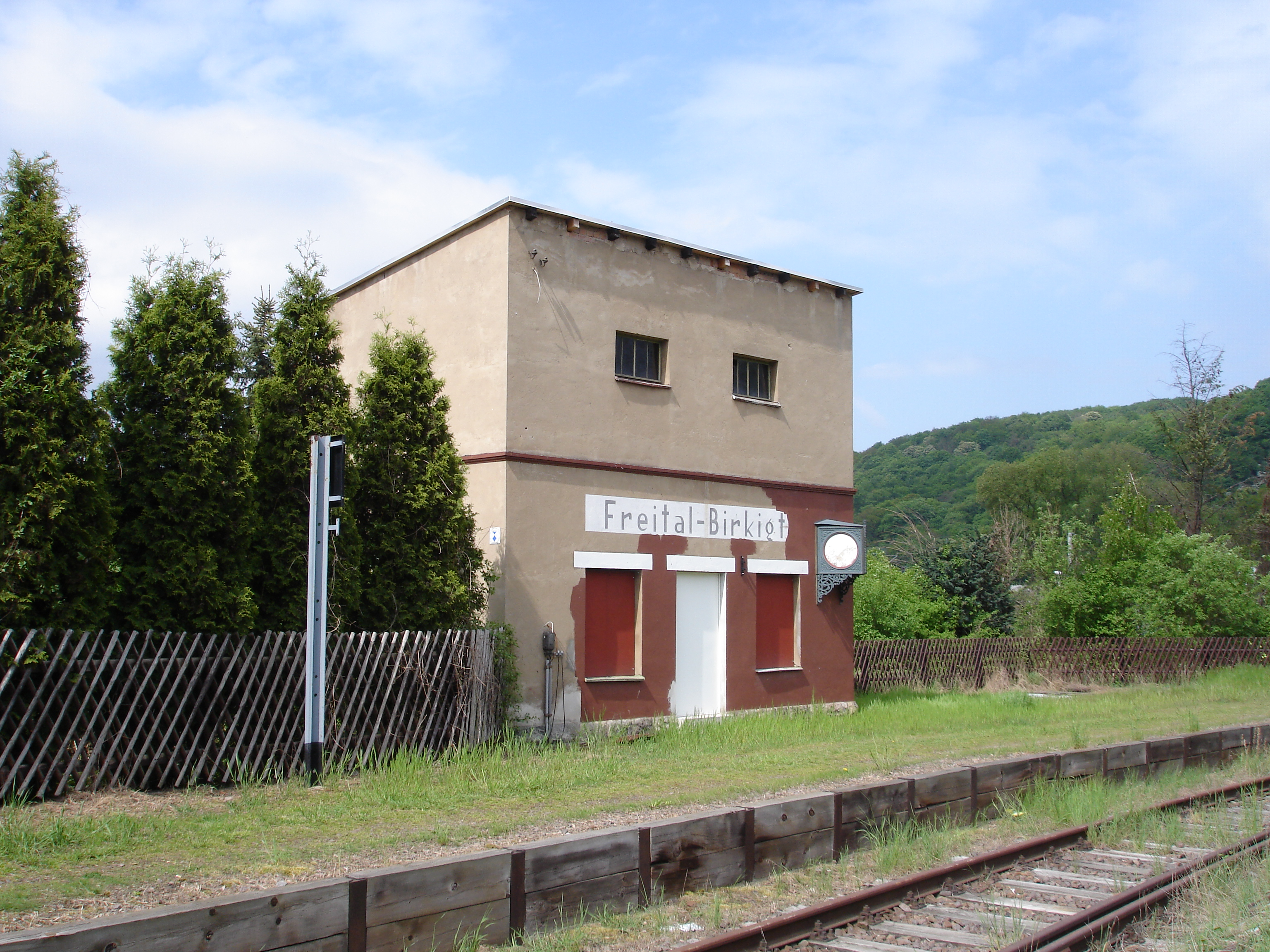
Die Wasserstation in Freital-Birkigt wurde 1944 bei einem Luftangriff zerstört und später nur vereinfacht wieder aufgebaut.

Der Kohletransport verringerte sich in den folgenden Jahren mit der Erschöpfung der Vorräte immer mehr. Die letzten beiden aktiven Schächte des Windberggebietes stellten 1930 ihre Förderung ein. Von nun an sank die Verkehrsleistung auf der Windbergbahn auf ein Minimum. Im Berufsverkehr verlor die Windbergbahn viele Reisende an den 1919 eingerichteten Linienbusverkehr auf der heutigen Bundesstraße 170. Unverändert bedeutsam blieb dagegen der Ausflugsverkehr an Sonntagen.
Ab 1933 versuchte die Deutsche Reichsbahn den Reisezugverkehr in Tagesrandlagen mit modernen Verbrennungstriebwagen rationeller zu gestalten. Sie stellte jedoch Mitte 1934 die Triebwageneinsätze aus unbekannten Gründen wieder ein.
Mit Beginn des Zweiten Weltkrieges wurde der Ausflugsverkehr eingeschränkt, 1943 entfielen die sonntäglichen Ausflugszüge gänzlich. Der Fahrplan 1944 wies schließlich nur noch zwei Zugpaare an Werktagen aus. Sonntags war der Verkehr eingestellt.
Am 24. August 1944 erfolgte erstmals ein Luftangriff auf die Industrieanlagen um Dresden. Vorrangiges Ziel des Bombenangriffs war das in Freital-Birkigt gelegene Mineralölwerk der Rhenania-Ossag, das allerdings verfehlt wurde. Umso schwerer waren die Zerstörungen an der umliegenden Wohnbebauung, was viele Todesopfer in der Zivilbevölkerung forderte. Der Bahnhof Freital-Birkigt erlitt ebenfalls erhebliche Beschädigungen.

### Nach dem Zweiten Weltkrieg
Nach dem Ende des Zweiten Weltkrieges wurde der Verkehr auf der Windbergbahn am 14. Mai 1945 wieder aufgenommen. Personenzüge verkehrten allerdings fortan fast ausschließlich für den Berufsverkehr. Sonntags fuhr nur ein einziges Reisezugpaar.
In der Nachkriegszeit fiel der nur schwach ausgelastete Abschnitt zwischen Kleinnaundorf und Possendorf den Maßnahmen zur Oberbaustoffgewinnung für den Berliner Außenring zum Opfer. Der Streckenabschnitt wurde am 20. April 1951 stillgelegt und binnen einer Woche abgebaut. Die ausgebauten Schienen des Profils S33 nutzte man wenig später für den Umbau der Bahnstrecke Frose–Quedlinburg, um deren stärkere Schienen des Profils S49 gewinnen zu können.

### Als Erzbahn im Dienst der SDAG Wismut
Das sowjetische Bergbauunternehmen Wismut AG (ab 1954: SDAG Wismut), das an der Bahnstrecke unter dem Namen Wismut Objekt 06/15/49 Urangewinnung betrieb, errichtete 1952 in Coschütz eine Erzaufbereitungsanlage und reicherte dort die in Sachsen und Thüringen geförderten Uranerze für den Transport in die Sowjetunion an. Von nun an nahm der Güterverkehr auf der Windbergbahn auf enorme Weise zu. Problematisch war in dem Zusammenhang die nun vorrangig bergwärtige Lastrichtung. Die aus dem Westerzgebirge in Freital-Potschappel eintreffenden Erzzüge wurden in Freital-Birkigt geteilt und dann mit je zwei der betagten Windbergbahn-Dampflokomotiven bergwärts befördert.
In den Jahren 1950 bis 1952 teufte zudem der VEB Steinkohlenwerk Freital am Bahnhof Gittersee zwei neue Schächte ab. Das Steinkohlen-Bergwerk nahm 1956 seinen Betrieb auf. Damit stieg der Güterverkehr auf der Windbergbahn noch weiter an.
Die Reichsbahndirektion Dresden beantragte deshalb 1957 beim Verkehrsministerium die Einstellung des Personenverkehrs, um fortan sämtliche Strecken- und Fahrzeugkapazitäten für den Uranerzverkehr zur Verfügung zu haben. Am 9. November 1957 fuhren schließlich die letzten Reisezüge auf dem verbliebenen Abschnitt zwischen Dresden und Kleinnaundorf. In den folgenden Jahren wurde die nun militärisch wichtige Strecke zunehmend in die Vergessenheit gedrängt.
Die Erzwäsche schloss 1965. Von nun an lag die vorrangige Lastrichtung wieder talwärts. Haupttransportgut war nun die in Gittersee geförderte Steinkohle. Ab 1968 übernahm die SDAG Wismut die Schächte zur Förderung von uranhaltiger Steinkohle. Die Erzkohle wurde in Ganzzügen nach den Aufbereitungsbetrieben in Crossen und Seelingstädt gebracht. Auf dem Gelände der ehemaligen Erzwäsche entstand Ende der 1960er Jahre ein Pneumant-Reifenwerk, das fortan zu einem weiteren wichtigen Güterkunden avancierte. Der verbliebene Güterverkehr bis Kleinnaundorf endete 1967. Studenten bauten das Streckengleis Dresden-Gittersee–Kleinnaundorf von 1972 bis 1974 im Rahmen von FDJ-Studentensommern ab.
Am 8. März 1979 stellte der Dresdner Professor Hans-Ullrich Sandig einen Antrag auf Denkmalschutz für die Windbergbahn. Am 10. April 1980 fand die Gesamtstrecke bis Possendorf als eine der ersten Eisenbahnstrecken auf dem Gebiet der DDR Aufnahme in die Kreisdenkmalliste.
Am 20. Juli 1980 gründete sich im Rahmen des Deutschen Modelleisenbahn-Verbandes (DMV) die „AG Windbergbahn“. Deren Mitglieder betreuten den Bahnhof Dresden-Gittersee und retteten ihn vor dem Verfall. Zwischen 1980 und 1985 restaurierten sie das Stationsgebäude, das sich wieder im Originalzustand von 1916 zeigt, und richteten darin 1988 eine Ausstellung zur Geschichte der Windbergbahn ein. Von nun an rückte die Strecke langsam wieder ins Blickfeld der Öffentlichkeit.
Aufgrund der Erschöpfung der Lagerstätte war die Stilllegung der Wismut-Schächte in Dresden-Gittersee im Jahr 1989 vorgesehen. Um den Bergleuten des Bergbaubetriebs „Willi Agatz“ eine Zukunftsperspektive zu geben beschloss das Politbüro der DDR im Mai 1987 die Ansiedlung eines Betriebes zur Herstellung von Reinstsilizium, welches Basis in der Halbleiter- und Computerindustrie ist. Der benötigte hochentzündliche Grundstoff Trichlorsilan (TCS) sollte vom Chemiewerk Nünchritz bei Riesa per Bahn über die Gleise der Windbergbahn angeliefert werden. Am 3. November 1989 kam mit der Wende in der DDR der Baustopp.
Am 30. Dezember 1993 endete schließlich der zuletzt noch für einige Anschließer im Gewerbegebiet Coschütz/Gittersee ausgeführte Güterverkehr.

### Neue Perspektiven als Museumsbahn

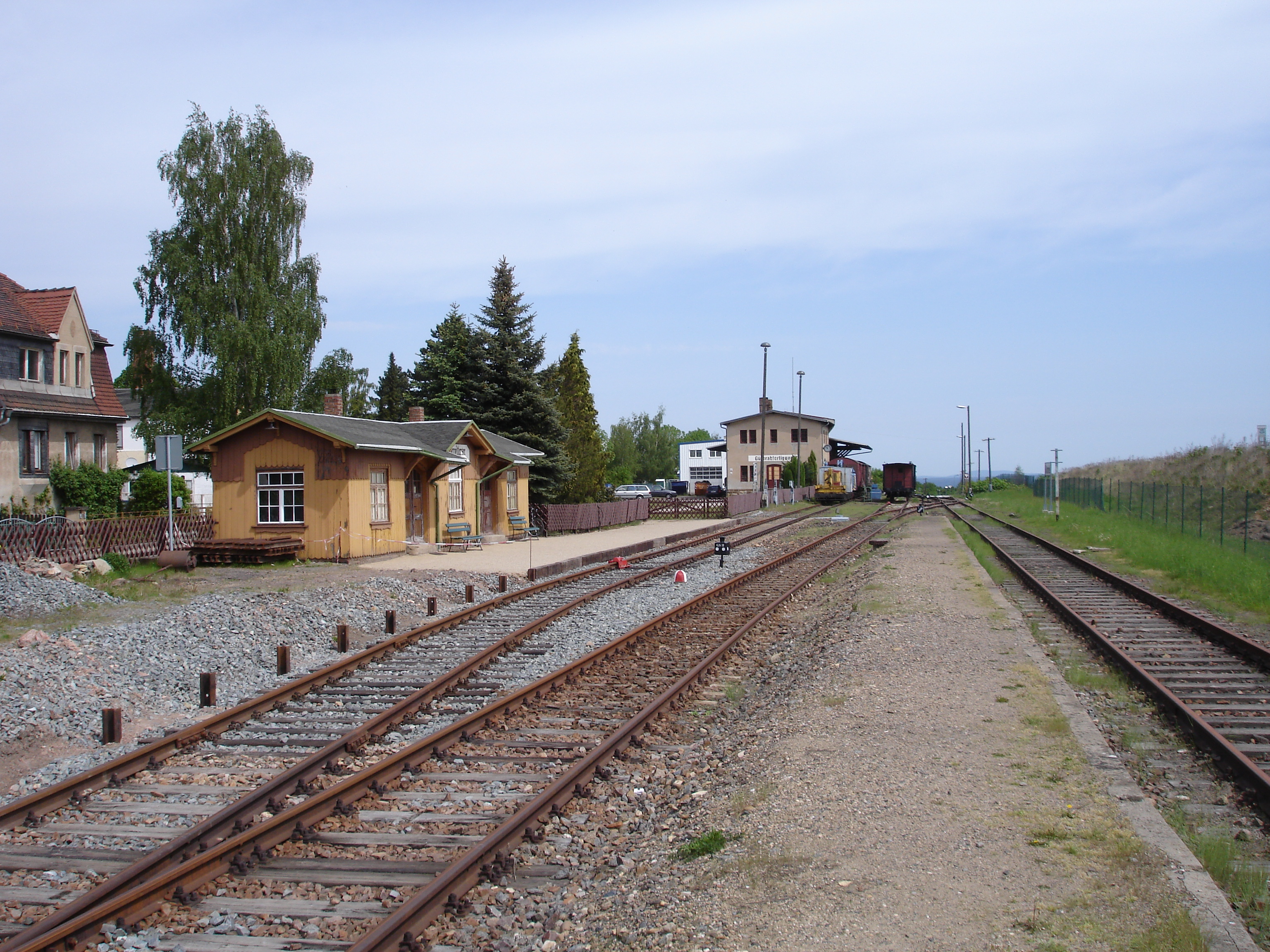
Der Museumsbahnhof Dresden-Gittersee (2009)

Nach der politischen Wende im Osten Deutschlands 1989/90 entstand aus der AG Windbergbahn der Sächsische Museumsbahn Verein Windbergbahn e. V., der im Sommer 1991 ins Vereinsregister eingetragen wurde. Bereits ab dem 19. Mai 1991 organisierte er Sonderfahrten – die ersten Fahrten von Personenzügen auf der Windbergbahn seit 1957 – zwischen Dresden Hbf und Dresden-Gittersee. Seit im Dezember 1993 der Güterverkehr auf der Strecke eingestellt worden war, ist der Verein alleiniger Nutzer. Im Zuge der mehrmals jährlich durchgeführten Sonderfahrten war auf der Strecke auch der letzte erhaltene Windberg-Aussichtswagen unterwegs, der nach 14-jähriger Instandsetzung im September 1997 erstmals wieder Teil eines Personenzuges war. Ein Jahr danach, im November 1998, musste die Strecke wegen Schäden am Oberbau gesperrt werden. Fahrten waren seither nur im Bahnhofsbereich von Dresden-Gittersee möglich.
Eine Zäsur war der nach 1997 geplante Ausbau der Strecke Dresden–Werdau. Um den kostenintensiven Neubau des Abzweigs einzusparen, strebte die Deutsche Bahn AG eine Stilllegung der Windbergbahn an. Am 2. Mai 2002 lehnte das Eisenbahn-Bundesamt (EBA) den Antrag zur Stilllegung der Strecke ab. Die Behörde begründete ihren Bescheid damit, dass „die Bahn den Großteil der Kosten für eine Neuanbindung der Strecke an die Hauptstrecke Chemnitz–Dresden einem Übernahmeinteressenten aufbürden wolle“. Der Rechtsstreit mit dem EBA endete erst am 2. November 2006 mit einer mündlichen Verhandlung vor dem Verwaltungsgericht Dresden. Die DB AG zog ihren Einspruch im Lauf der Verhandlung zurück; der Bescheid des EBA erreichte damit Rechtskraft.
Daraufhin wurde die Strecke von der DBAG zur Abgabe an ein privates Infrastrukturunternehmen ausgeschrieben. Als Kaufpreis forderte der Eisenbahnkonzern 113.000 Euro, zuzüglich 11.000 Euro jährlich für den Betrieb der Anschlussweiche in Freital Ost. Ein Käufer fand sich bis zum Ende der Angebotsfrist am 23. Februar 2006 allerdings nicht.
Nach der Gründung des Verkehrsverbundes Oberelbe (VVO) im Jahr 1998 wurde der historisch für die Windbergbahn verbürgte Name Sächsische Semmeringbahn zur Vermarktung der Sebnitztalbahn in der Sächsischen Schweiz genutzt. Nachfolgend ließ sich der Windbergbahn e. V. im Jahr 2006 den Namen Sächsische Semmeringbahn beim Deutschen Patent- und Markenamt als Wortmarke schützen. Seitdem ist die kommerzielle Verwendung des Namens nur noch für die Windbergbahn zulässig. Für dieses Vorgehen kritisierten regionale Medien und die Öffentlichkeit, aber auch der VVO den Windbergbahnverein scharf. Die Sebnitztalbahn wird unter dem Namen Sächsisch-Böhmische Semmeringbahn vermarktet.

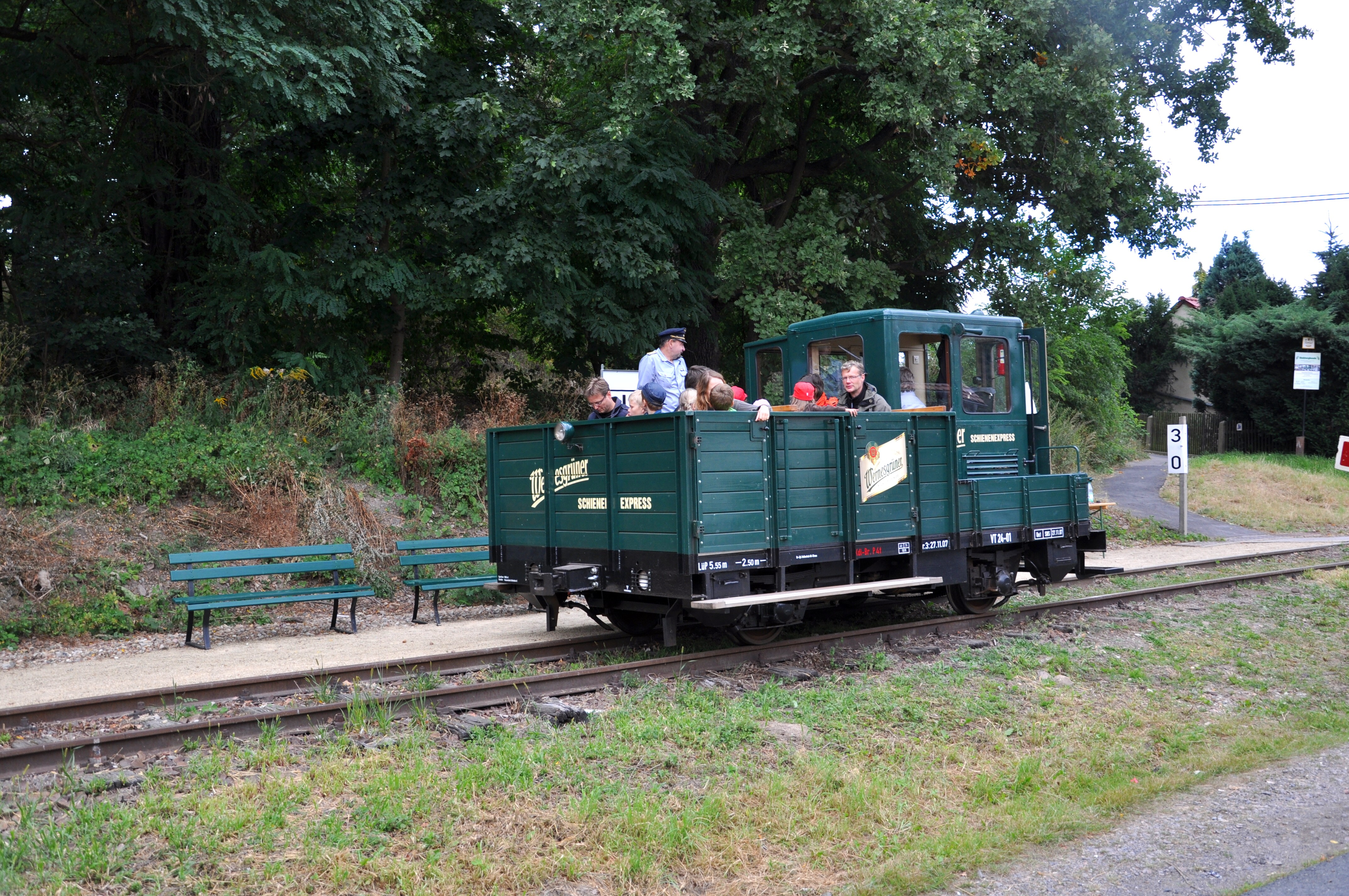
Wernesgrüner Schienenexpress (2013)

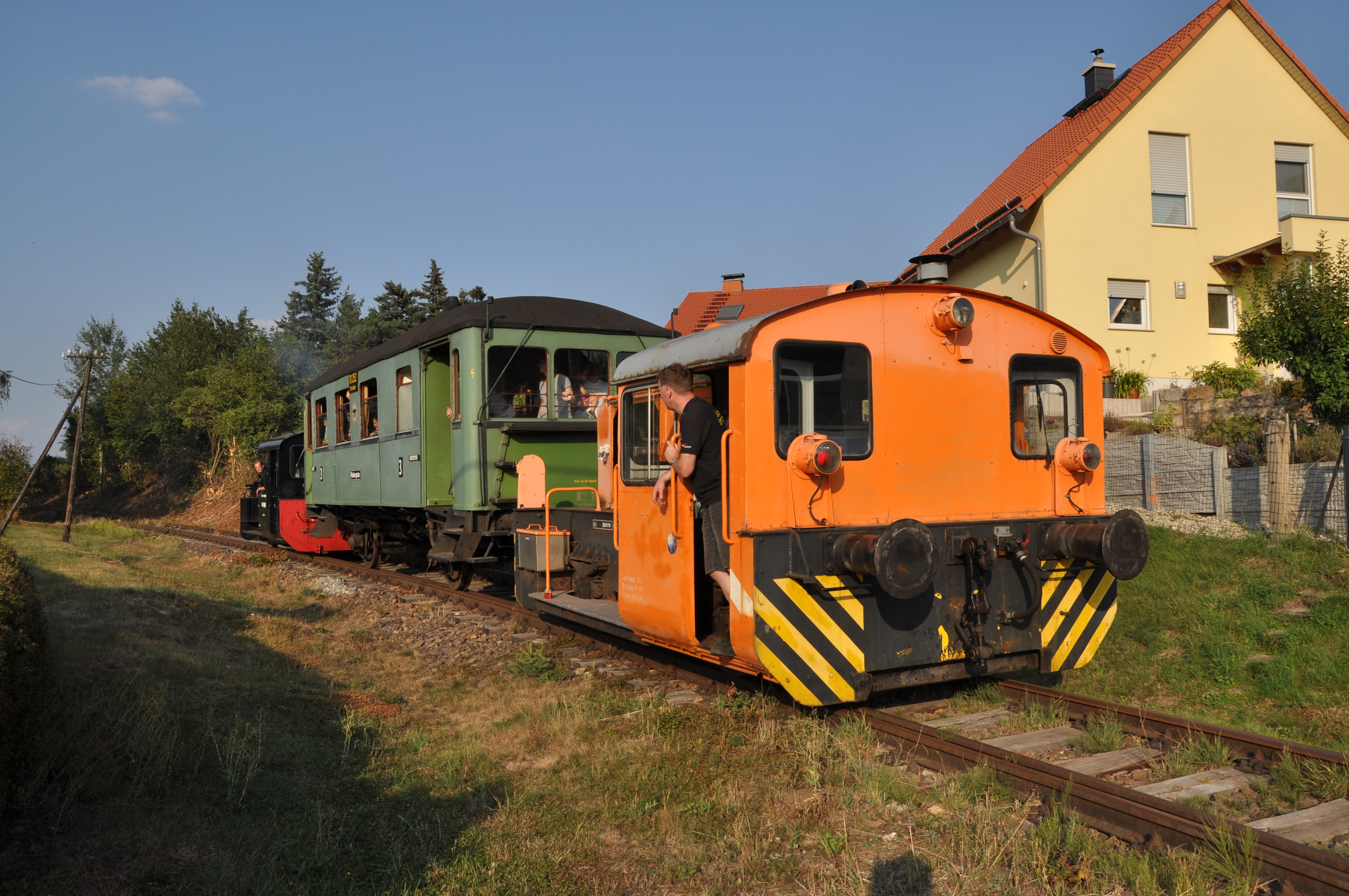
Museumszug mit Windberg-Aussichtswagen (2019)

Nachdem von Seiten einiger Kommunalpolitiker in Freital die Errichtung eines Radweges auf der Bahntrasse gefordert worden war, startete der Verein am 25. Mai 2008 eine Unterschriftensammlung für den Erhalt der Windbergbahn. Am 4. Dezember 2008 wurden die gesammelten 4743 Unterschriften dem Freitaler Stadtrat übergeben.
Am 22. Dezember 2008 unterzeichneten die DB Netz AG und der Windbergbahn e. V. einen Pachtvertrag für die Eisenbahnstrecke Freital Ost–Dresden-Gittersee mit einer Laufzeit von 20 Jahren. Am 20. Oktober 2010 erhielt der Windbergbahn e. V. vom Sächsischen Staatsministerium für Wirtschaft, Arbeit und Verkehr die „Genehmigung zum Betreiben einer Eisenbahninfrastruktur“ für einen Zeitraum von 50 Jahren.
Im Jahr 2011 begannen die nötigen Gleisbauarbeiten. Der Wiedereinbau der Abzweigweiche in Freital Ost ist in nächster Zeit vorgesehen, so dass wieder direkte Zugläufe zwischen Dresden Hbf und Gittersee möglich werden. Langfristig soll die Strecke nach Möglichkeit bis zum Haltepunkt Boderitz-Cunnersdorf (Marienschacht) wieder aufgebaut werden.
Im Rahmen des 5. Gitterseer Bahnhofsfests konnten im September 2012 erstmals nach 14 Jahren wieder Sonderfahrten mit Fahrgästen durchgeführt werden. Dafür wurde der „Wernesgrüner Schienenexpress“ des Fördervereins Historische Westsächsische Eisenbahnen e. V. ausgeliehen.
Nach umfangreichen Gleisbauarbeiten fanden am 31. August 2019 nach längerer Pause wieder öffentliche Fahrten statt. Zum Einsatz kam dabei der Windberg-Aussichtswagen zusammen mit zwei vereinseigenen Diesellokomotiven. Wegen weiterhin vorhandener Oberbauschäden wurden jedoch nur etwa 1,5 Kilometer ab dem Bahnhof Dresden-Gittersee befahren.
Die Streckeninstandsetzungsarbeiten werden abschnittsweise fortgesetzt. Seit 2. September 2020 sind Sonderfahrten bis zum Kilometer 3,55 genehmigt. Anschließend wurden bei Kilometer 3,0 rund 60 Meter Gleis und der Haltepunkt „Leisnitz / Schloss Burgk“ neu gestaltet, nach Abnahme erfolgte am 26. Mai 2021 mit geladenen Gästen die erste Fahrt bis zu diesem Haltepunkt. Ziel des Vereins ist, bis zur Station Freital-Birkigt (Kilometer 0,4) zu fahren. Seit 1. Mai 2025 ist auch der Streckenabschnitt zwischen dem Haltepunkt Schloss Burgk  und dem Geyersgraben wieder befahrbar.

## Streckenbeschreibung

### Verlauf

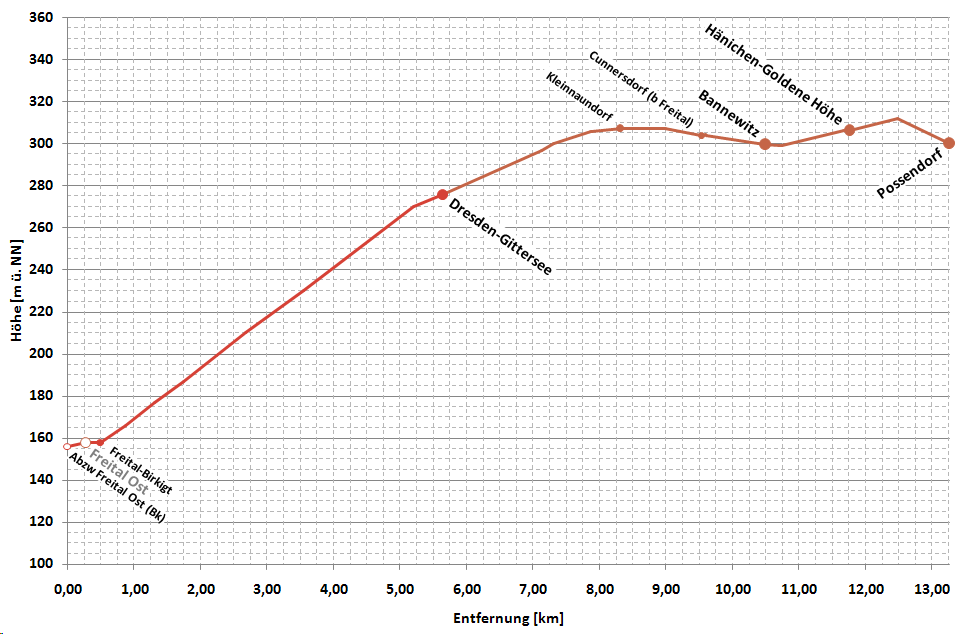
Vereinfachtes Höhenprofil der Windbergbahn

Der Beginn der Windbergbahn befindet sich unmittelbar an der Stadtgrenze zwischen Dresden und Freital, am Kilometer 5,717 der Bahnstrecke Dresden–Werdau. Direkt am Abzweig liegen die ehemaligen Anlagen des Güterbahnhofes Freital Ost mit dem Haltepunkt Freital-Birkigt. Nach dem Haltepunkt beginnt in einem Linksbogen die fünf Kilometer lange, durchschnittlich 25 ‰ steile Rampe bis zum Bahnhof Dresden-Gittersee. In etlichen Kehren führt das Gleis nun durch den Freitaler Stadtteil Birkigt bergwärts. Im Geiersgraben befindet sich in einem Rechtsbogen mit 85 Metern Halbmesser der engste Radius der Strecke.
Nach dem Bahnhof Dresden-Gittersee erreicht die Trasse noch weiter ansteigend das Windbergplateau. Im weiteren Verlauf führte das Gleis ohne größere Neigungen in Sichtweite der historischen Kohlenstraße über Kleinnaundorf und Bannewitz nach Hänichen. Das letzte Stück bis Possendorf lag in leichtem Gefälle parallel zur heutigen Bundesstraße 170 (Dresden–Zinnwald), die kurz vor dem Endpunkt niveaugleich überquert wurde.

### Betriebsstellen

#### Abzw Freital Ost
An der ehemaligen Blockstelle Abzweig Freital Ost der Bahnstrecke Dresden–Werdau beginnt die Windbergbahn. Ab 1912 zweigte die Strecke nach rechts parallel zum Güterzuggleis nach Tharandt aus der Hauptbahn ab und unterquerte diese dann im sogenannten Höllenmaul. Eine weitere Gleisverbindung zum Bahnhof Freital Ost diente nur dem Güterverkehr. Die Deutsche Reichsbahn baute 1946 beide Abzweiggleise als Reparationsleistung für die Sowjetunion ab. Sämtliche Zugfahrten fanden nun über das Gleis 1 statt, das ursprünglich als separates Verbindungsgleis zum Bahnhof Freital-Potschappel errichtet worden war. Das Höllenmaul wurde 1984 verfüllt und beim Streckenausbau auf der Bahnstrecke Dresden–Werdau im Jahr 2003 gänzlich abgerissen. Seit 2003 besteht am Abzweig Freital Ost keine Abzweigweiche mehr.

#### Freital Ost Güteranlage

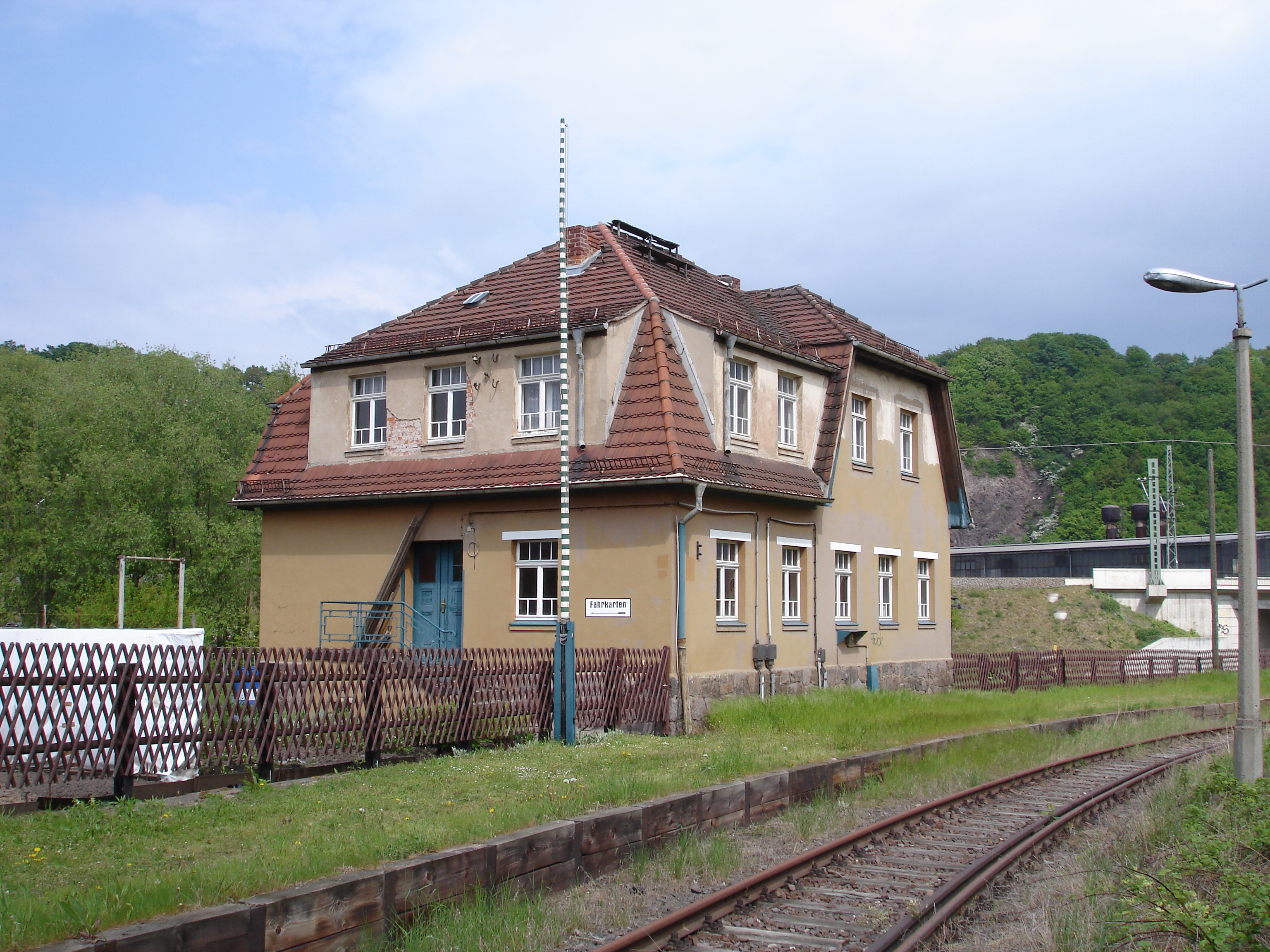
Haltepunkt Freital-Birkigt (2009)

Der Bahnhof Freital Ost befand sich unmittelbar an der Abzweigstelle von der Hauptbahn Dresden–Werdau. Er diente stets nur dem Güterverkehr, der Personenverkehr nutzte den benachbarten Haltepunkt Freital-Birkigt. In seinen Ursprüngen geht der Bahnhof auf die Umladestation Niedergittersee zurück, wo die Kohle von den Zweigbahnwagen auf Wagen der Staatsbahn umgeladen wurde. In Freital Ost begann das Anschlussgleis der Weizenmühle im Plauenschen Grund. Mit der Einstellung des Güterverkehrs 1993 wurden die Anlagen aufgelassen und später teilweise zurückgebaut. Im Infrastrukturregister der DB Netz AG wird der Bahnhof als Freital Ost Güteranlage bezeichnet.

#### Freital-Birkigt
Der 1907 eingerichtete Personenhaltepunkt Freital-Birkigt (ehemaliger Haltepunkt Potschappel-Birkigt) befindet sich am Gleisbogen zwischen dem ehemaligen Höllenmaul und dem Bahnübergang Coschützer Straße. Seine Bedeutung lag vor allem im Berufsverkehr zu den umliegenden Fabriken.
Das Wasserstationsgebäude wurde am 24. August 1944 bei einem Luftangriff schwer beschädigt und später in veränderter Form wieder aufgebaut. Die Anlagen sind bis auf das durchgehende Streckengleis zurückgebaut.

#### Dresden-Gittersee

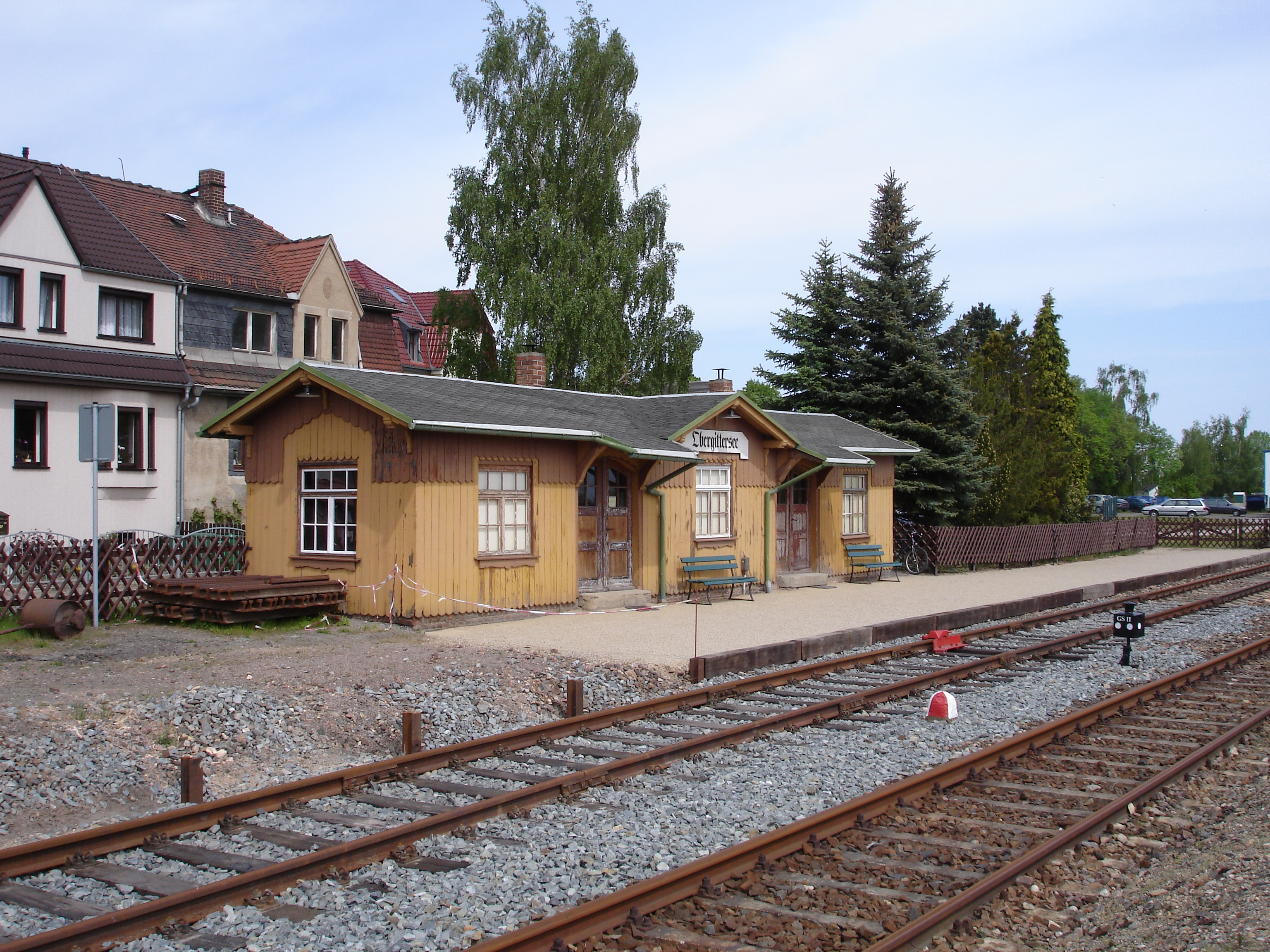
Bahnhof Dresden-Gittersee

Der Bahnhof Dresden-Gittersee (ehemals Obergittersee) war in den letzten Jahren die wichtigste Betriebsstelle der Windbergbahn. Am Bahnhof befand sich ab 1951 die Schachtanlage „Willy Agatz“ der SDAG Wismut, die bis 1990 für einen regen Güterverkehr sorgte. Zudem existierte noch eine weitere Anschlussgleisanlage zum VEB Reifenwerk Dresden. Die Gleise und Hochbauten des Bahnhofes sind noch im ursprünglichen Zustand erhalten. Im Dienstgebäude befindet sich seit 1988 das Museum zur Geschichte der Windbergbahn.
Derzeit wird das gesamte Areal durch den Windbergbahn e. V. zu einem Museumsbahnhof umgestaltet. Mittelfristig ist etwa der Wiederaufbau des Abortgebäudes („Freiabtritt“) an historischer Stelle und die Erneuerung der Bahnhofsbeleuchtung mit Pilzleuchten vorgesehen.
Der Bahnhof wurde am 13. Juni 2000 als Kulturdenkmal eingestuft.

#### Abzw Kleinnaundorf Po77
Der Abzweig Kleinnaundorf Posten 77 (ehemals Wechselstelle 77) war Ausgangspunkt der Windbergzweigbahn zu den Schächten auf dem Windbergplateau. Das einstige Postenhaus ist erhalten und dient Wohnzwecken.

#### Kleinnaundorf

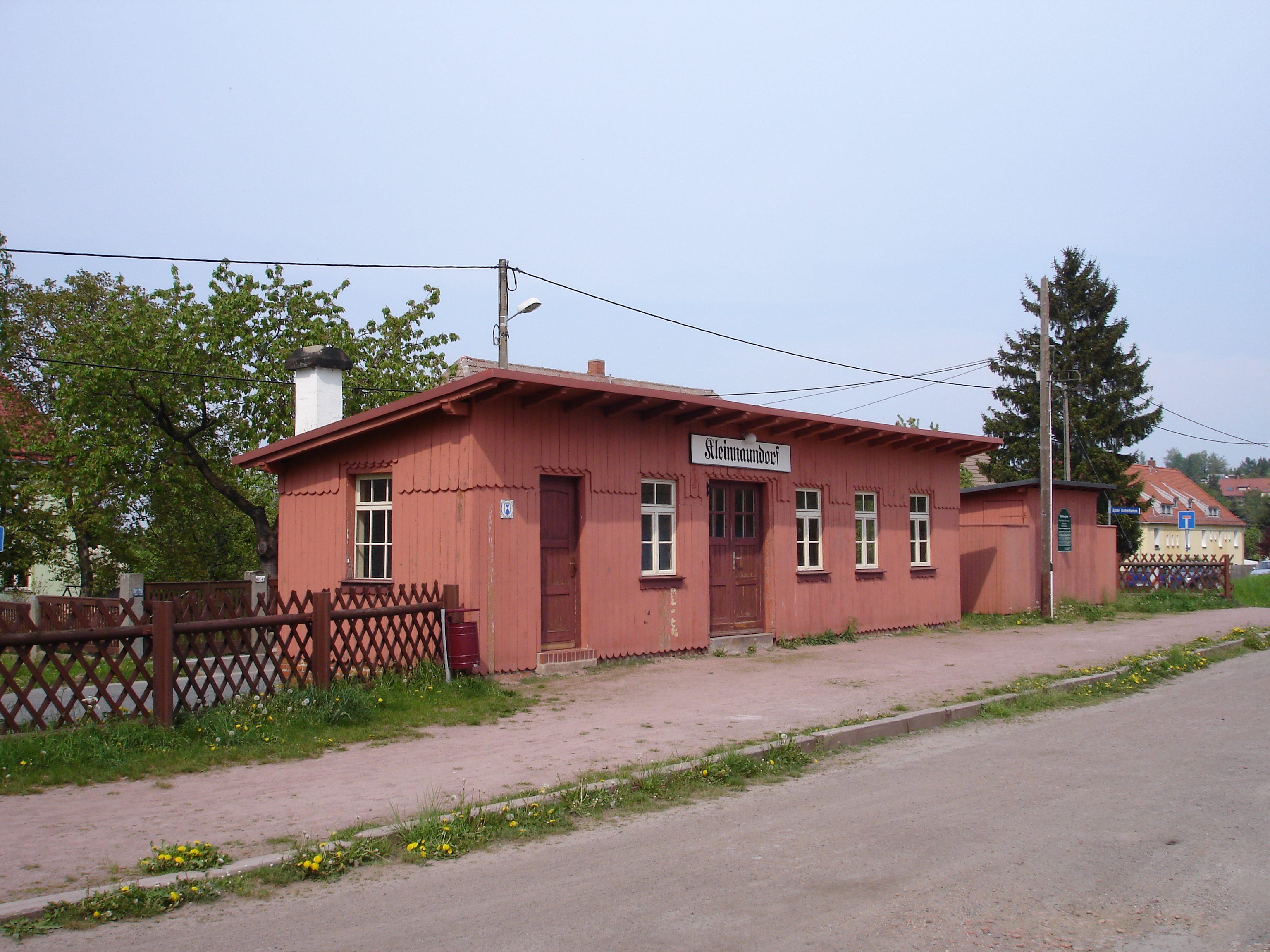
Haltestelle Kleinnaundorf (2009)

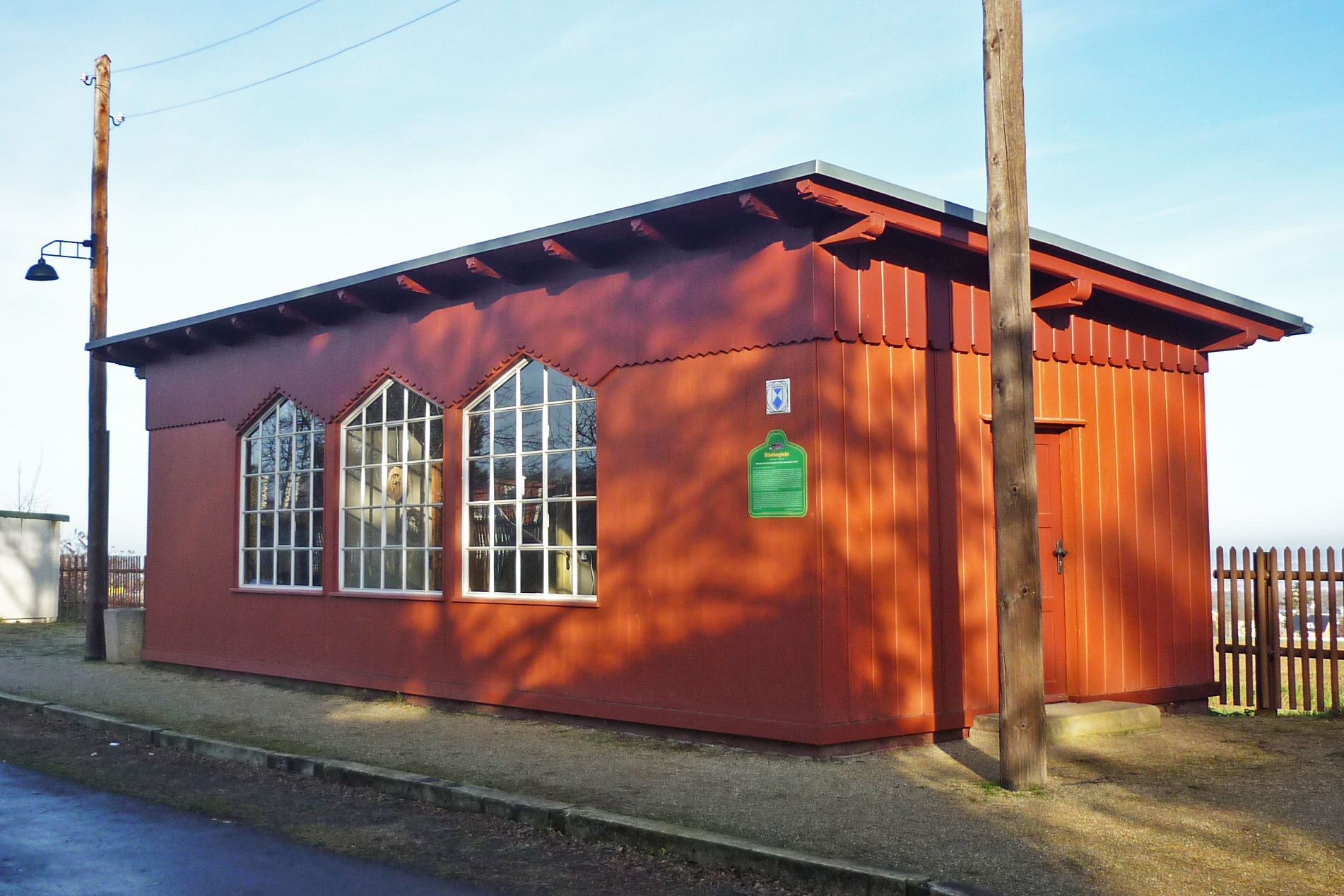
Haltepunkt Boderitz/Cunnersdorf (2014)

Der Haltepunkt Kleinnaundorf liegt am stillgelegten Abschnitt. Direkt am Haltepunkt begann die Anschlussbahn des Glück-Auf-Schachtes. Bedeutung hatte Kleinnaundorf darüber hinaus für den Reiseverkehr. Um 1972 wurden die Gleisanlagen der Betriebsstelle abgebaut.
Das Gelände des Haltepunktes ist mit einer Garagenanlage überbaut. Der Windbergbahn e. V. richtete das kleine Dienstgebäude der Haltestelle in den 1980er Jahren wieder originalgetreu her. Das Dienstgebäude und das ebenfalls erhaltene Toilettengebäude stehen unter Denkmalschutz. Am 25. Oktober 2012 übergab der Windbergbahn e. V. die Nutzung des gesamten Areales an den Verein G-Haus Kleinnaundorf.

#### Cunnersdorf (b Freital)
Petitionen der Gemeindevertreter von Neubannewitz, Boderitz und Cunnersdorf bewirkten erst 1908 die Einrichtung des Haltepunkts Cunnersdorf (b Freital) (ehem. Boderitz-Cunnersdorf). Der Haltepunkt diente vor allem dem Berufsverkehr des nahegelegenen Marienschachtes. Darüber hinaus war an Sonn- und Feiertagen auch ein reger Ausflugsverkehr zu verzeichnen, befand sich doch in der Nähe das bekannte Tanz- und Ausflugslokal „Zur Prinzenhöhe“. Das kleine, hölzerne Stationsgebäude wurde 1923 vom alten Haltepunkt Dresden-Plauen der Bahnstrecke Dresden–Werdau umgesetzt. Im Jahr 2010 gelang die denkmalgerechte Instandsetzung mit finanzieller Hilfe eines Sponsors.

#### Bannewitz

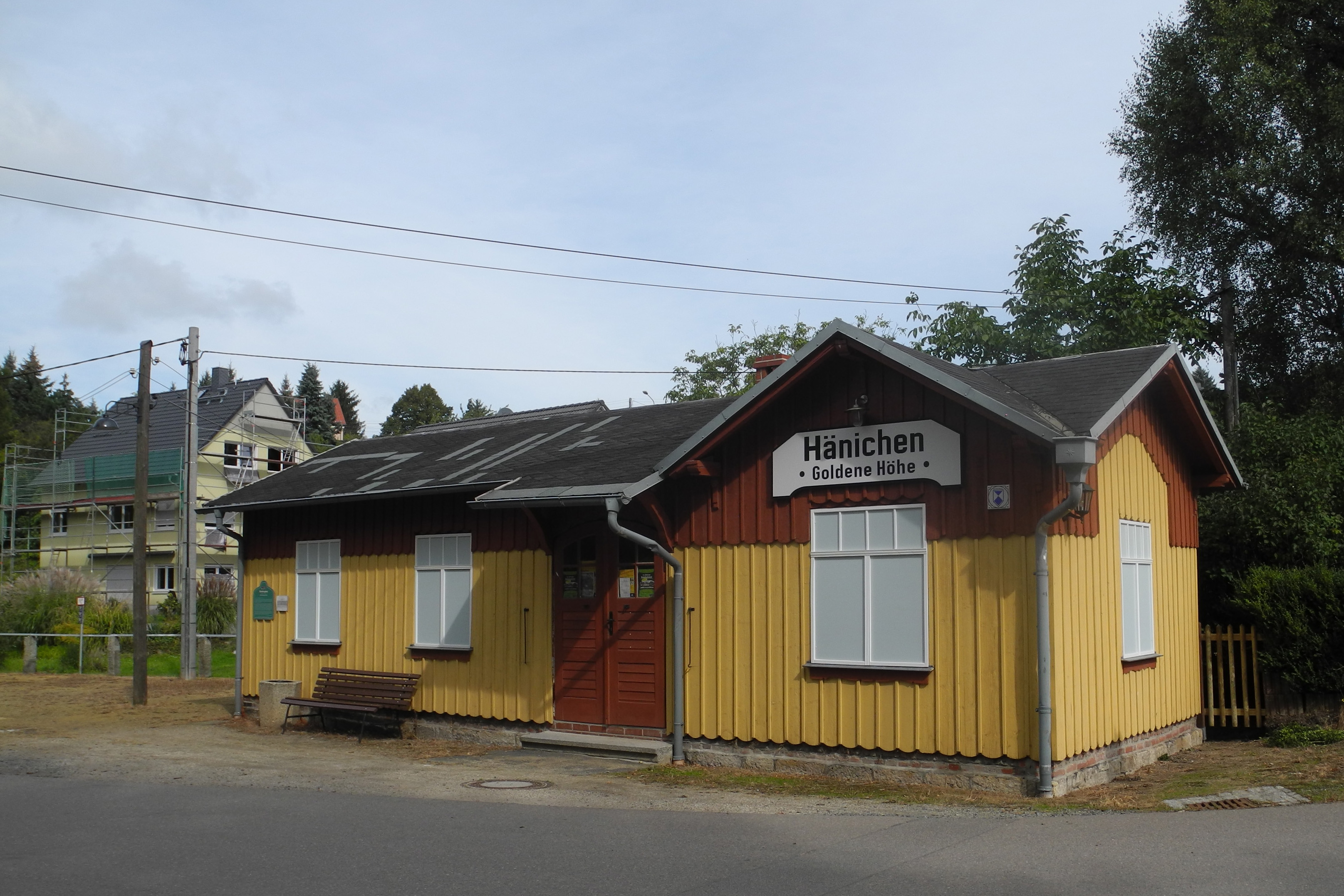
Bahnhof Hänichen-Goldene Höhe (2017)

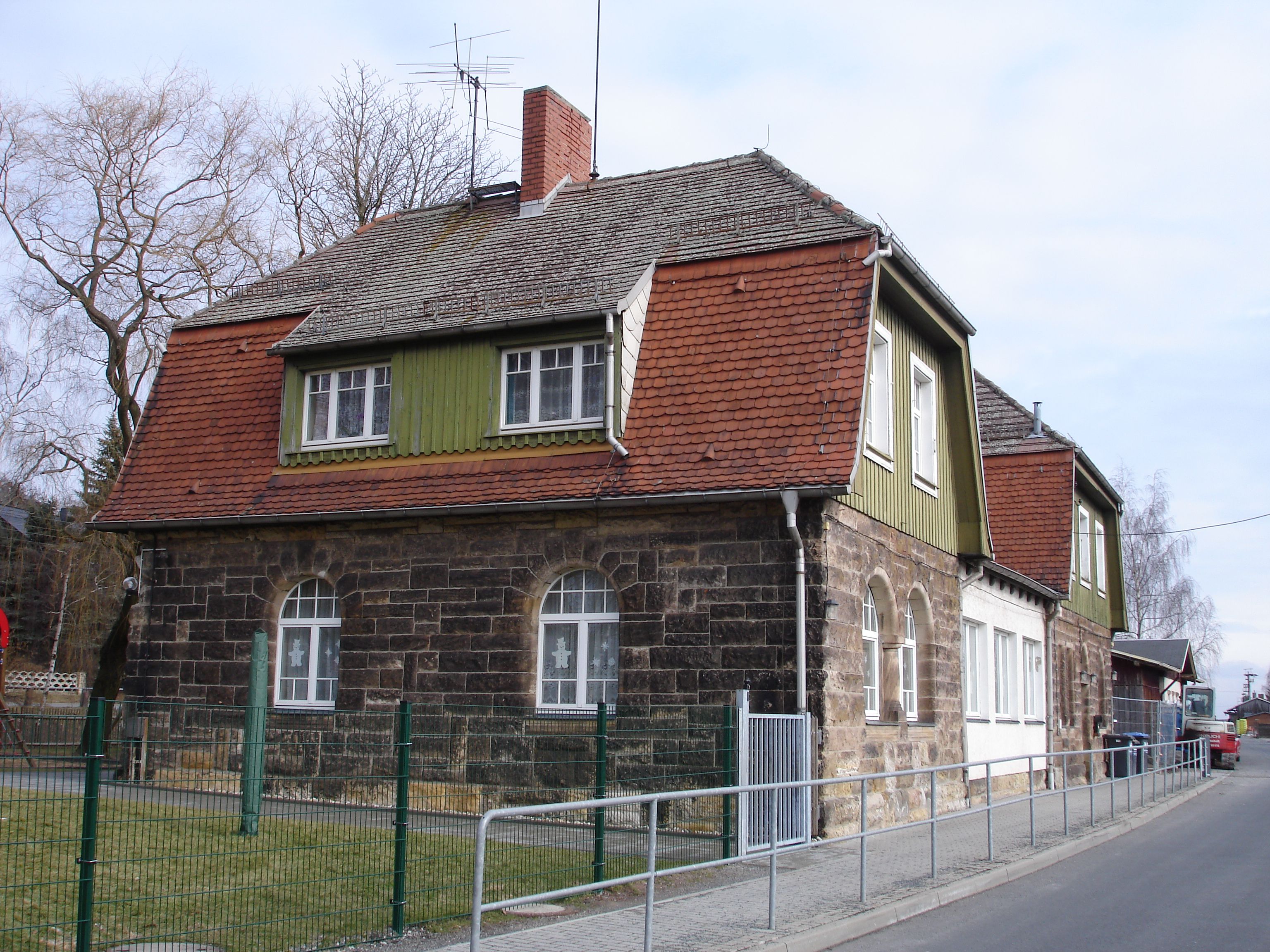
Bahnhof Possendorf (2009)

Der Bahnhof Bannewitz war vor dem Zweiten Weltkrieg der betriebliche und verkehrliche Mittelpunkt der Windbergbahn. Nach der Stilllegung der Strecke 1951 übernahm der VEB Kompressorenbau Bannewitz das Gelände, der nach und nach sämtliche Hochbauten abreißen ließ. Zuletzt verschwand 1993 der denkmalgeschützte Güterboden.

#### Hänichen-Goldene Höhe
Der Bahnhof Hänichen-Goldene Höhe war früher die wichtigste Station im Ausflugsverkehr. Mit der Goldenen Höhe befand sich ein damals bedeutendes Ausflugsziel mit Ausflugsgaststätte in der Nähe. Darüber hinaus wies Hänichen-Goldene Höhe einen regen Stückgutverkehr auf. Das Stationsgebäude diente nach der Stilllegung u. a. als Kindergarten und Stützpunkt der Straßenmeisterei. Das gesamte Areal wurde im Jahr 2010 durch die Gemeinde Bannewitz saniert.

#### Possendorf
Zur Errichtung des Bahnhofs Possendorf kam es erst 1908 im Zuge der Streckenverlängerung. Neben dem Ausflugsverkehr war in Possendorf ein reger Güterverkehr zu verzeichnen. Umgeschlagen wurden neben den landwirtschaftlichen Produkten der Region Kohlen, Düngemittel und Baumaterialien.
Nach der Streckenstilllegung zog die Possendorfer Kindertagesstätte ins Empfangsgebäude ein. Die ehemaligen Güterverkehrsanlagen nahm ein Agrochemisches Zentrum ein, dessen Nachfolgefirmen das Gelände noch nutzen. Von den Hochbauten des Bahnhofes ist nur noch das Empfangsgebäude erhalten, der zweiständige Lokschuppen wurde 1972 abgerissen. Seit Dezember 2010 steht ein Personenwagen auf einem Gleisstück, der als Werbeträger für das technische Denkmal Windbergbahn dient.

### Zweigbahnen und Anschlussgleise

#### Weizenmühle Plauenscher Grund
Die Anschlussbahn zur Weizenmühle im Plauenschen Grund zweigte direkt am Bahnhof Freital Ost ab. Das noch bis Anfang der 1990er Jahre bediente Anschlussgleis wurde nach dem Hochwasser 2002 im Zusammenhang mit dem Neuaufbau der Hauptbahn Dresden–Werdau abgebaut.

#### Elektrizitätswerk Coschütz
Das Elektrizitätswerk Coschütz entstand 1899 auf dem Grundstück einer früheren Wassermühle an der Flurgrenze zwischen Coschütz und Birkigt. Es versorgte neben Coschütz auch die Dresdner Vorstadt Naußlitz, die Orte Birkigt, Boderitz, Cunnersdorf, Dölzschen, Gittersee, Groß- und Kleinburgk, Kleinnaundorf, Zschiedge sowie die Rittergüter in Burgk und Cunnersdorf mit elektrischer Energie. 1937 wurde der Betrieb eingestellt. Die kurze Anschlussbahn bestand seit 1906. Am 1. August 1955 wurde sie abgebaut.

#### Ziegelwerk Birkigt / Maschinenfabrik Hänsel
Als man 1861 den Bahnkörper der Moritzschacht-Zweigbahn abtrug, stieß man auf die Ursache für die dortigen Dammwanderungen. Der freigelegte Lehm war später die Grundlage für die Produktion einer Ziegelei, die ab 1890 anstelle des Schachtes aufgebaut wurde. Die Ziegelei errichtete 1894 auf eigene Kosten ein Anschlussgleis. Als der Lehm zunehmend Beimengungen von Salpeter aufwies, stellte die Ziegelei 1915 ihren Betrieb ein. Nachnutzer des Geländes war die Maschinenfabrik Otto Hänsel, die den Anschluss am 30. September 1969 kündigte.

#### Fördertechnik Freital

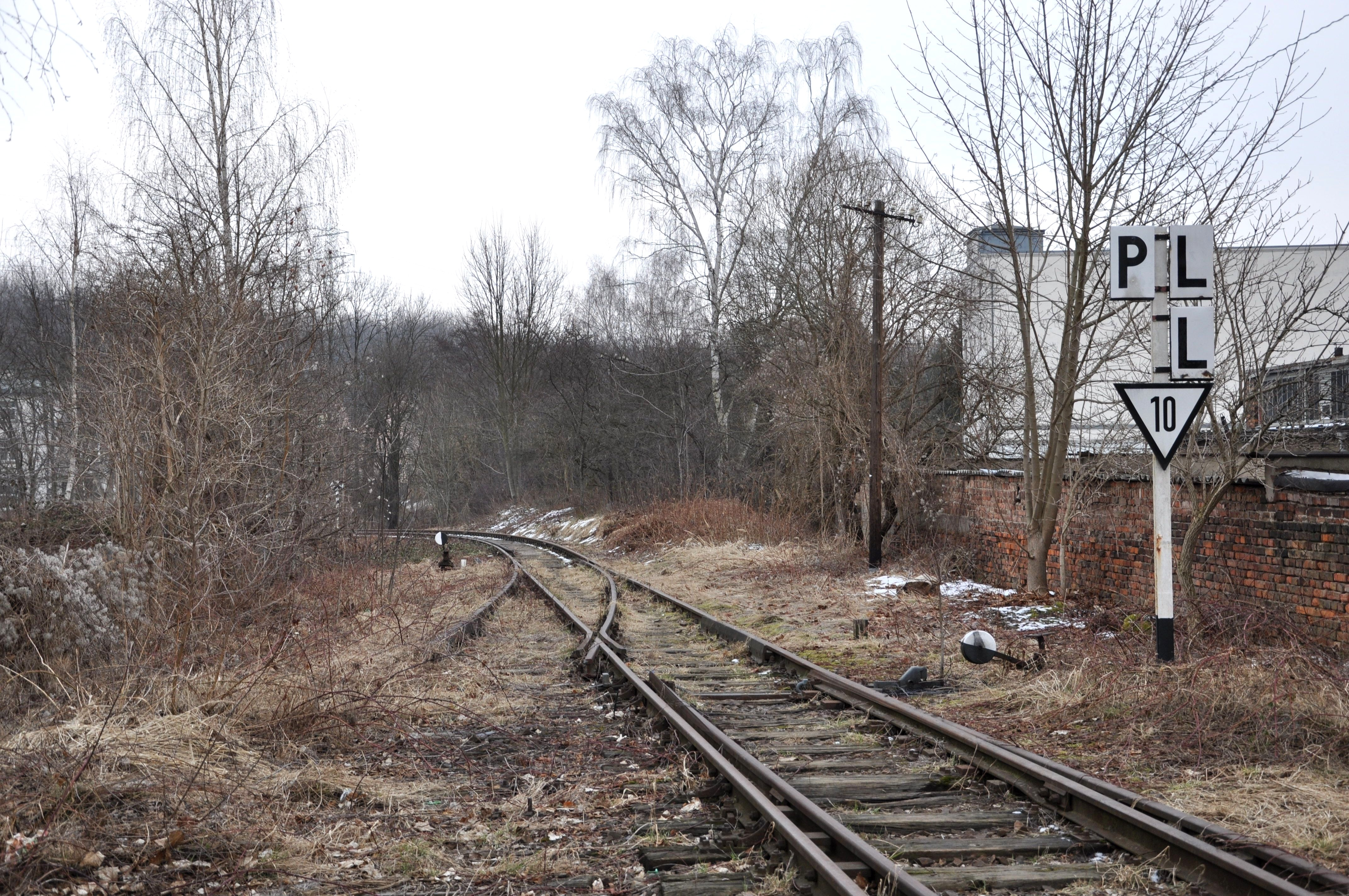
Reste des Anschlusses Fördertechnik Freital, rechts im Hintergrund die Gebäude der ehem. Maschinenfabrik Otto Hänsel (2011)

Die beiden gegenüberliegenden Anschlussbahnen der beiden Betriebsteile des VEB Fördertechnik Freital (ehemals bahnrechts Möbelfabrik Anton Schega sowie bahnlinks Mühlenbau-Anstalt Gebrüder Bühler) bestanden bereits vor dem Zweiten Weltkrieg. Die Anschlussweichen im Streckengleis wurden 2011 nach Aufgabe des Fertigungsstandortes durch den Windbergbahnverein ausgebaut.

#### Moritzschacht
Der Moritzschacht des Gitterseer Steinkohlenbauvereins war 1836 geteuft worden und förderte bis zum Konkurs des Unternehmens im Jahr 1859. Das seit dem 1. Juli 1867 bestehende Zweiggleis begann am Streckenkilometer 1,4. Dessen Bau verursachte enorme Kosten, da kein tragfähiger Untergrund vorhanden war. Es wurde bereits am 10. Juli 1861 mit der Verfüllung des Schachtes wieder aufgelassen. Zehn Tage später war es abgetragen. Bestehen blieb das bergwärtige Anschlussgleis. Der Damm ist noch teilweise erhalten.

#### Meiselschacht
Wie der Moritzschacht gehörte der 1828 abgeteufte Meiselschacht in Obergittersee zum Gitterseer Steinkohlenbauverein. Die kurze, bereits 1859 wieder abgebrochene Zweigbahn, führte zu zwei Laderampen. Sie umfasste 550 Meter Gleis mit vier Weichen.

#### Bergbaubetrieb „Willy Agatz“
Die Anschlussgleisanlage zum Schacht des Bergbaubetriebes „Willy Agatz“ wurde erst nach dem Zweiten Weltkrieg direkt am Bahnhof Dresden-Gittersee eingerichtet. Nach dem Bau einer Uranerzaufbereitungsanlage avancierte der Anschluss zur wichtigsten Güterverkehrsstelle der Windbergbahn. Mehrmals täglich endeten hier Ganzzüge mit Uranerz.
Nach der Stilllegung der Aufbereitungsanlage blieb der von der SDAG Wismut übernommene Grubenbetrieb der wichtigste Güterkunde der Strecke. Auf dem Gelände der Aufbereitungsanlage siedelten sich später der VEB Reifenwerk, der VEB Polypack und der VEB Fettchemie an. Der Anschluss wurde Ende 1993 aufgelassen und später durch den Windbergbahnverein abgebaut.

#### Reiboldschacht
Der Reiboldschacht war 1828 abgeteuft worden und gehörte dem Potschappler Aktienverein. Im Jahr 1871 wurde der Abbau nach Erschöpfung der Vorräte eingestellt und die Zweigbahn 1872 abgebrochen.

#### Windberg-Zweigbahn (Zweigbahnen GHW und GHS)

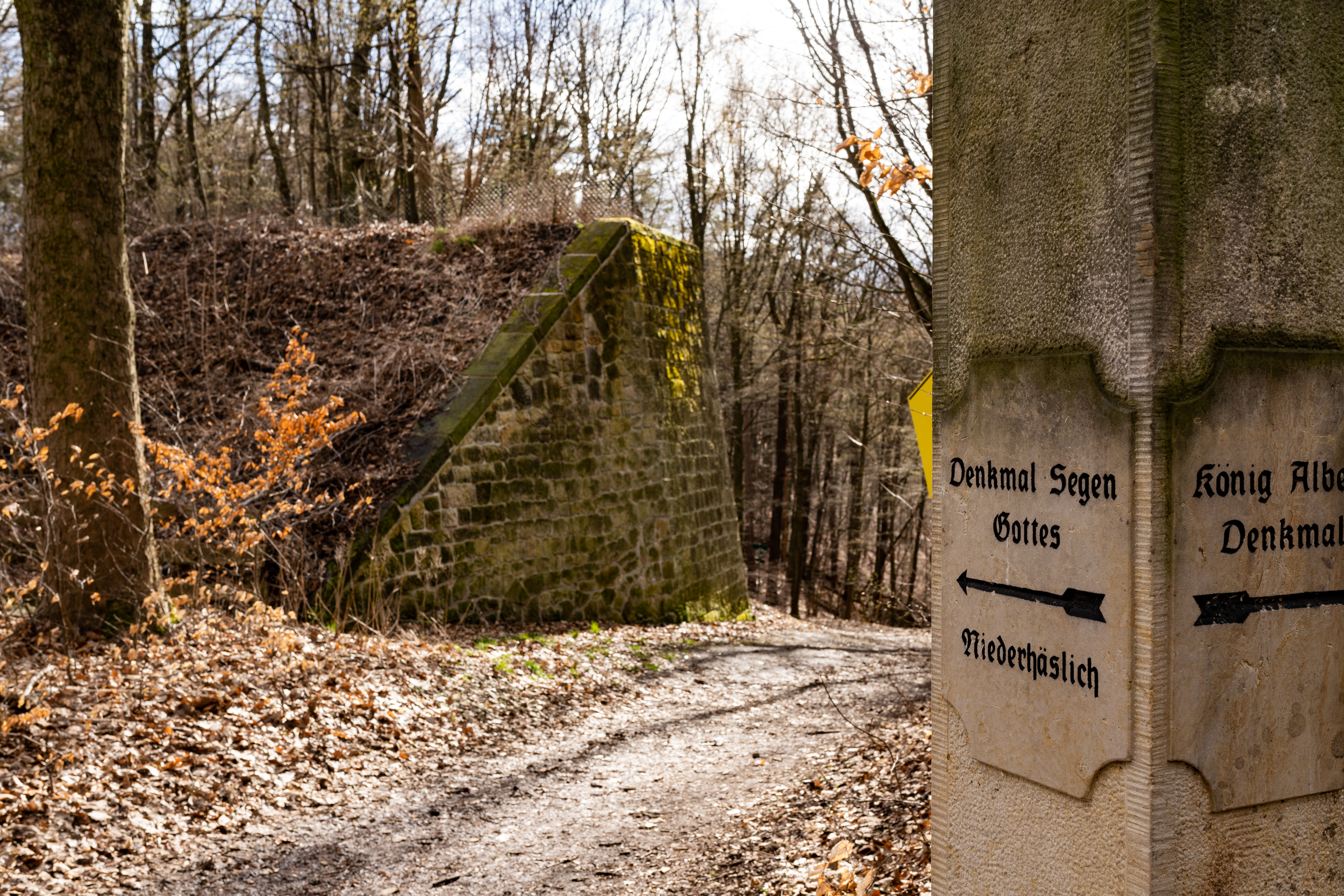
Widerlager der Holzbrücke am Neuhoffnungsschacht

Die Windberg-Zweigbahn begann auf freier Strecke am Abzweig Posten 77. Sie führte zu den Schächten der Freiherrlich von Burgker Steinkohlen- und Eisenhüttenwerke, Neuhoffnungsschacht und Segen-Gottes-Schacht sowie auf das Windbergplateau zum Windbergschacht des Potschappler Aktienvereins. Die Trasse ist zur Gänze erhalten, teilweise wird sie als Fahrweg oder Wanderweg genutzt. Bemerkenswert war eine sieben Meter lange hölzerne Brücke über einen öffentlichen Weg am Neuhoffnungsschacht, von der noch das östliche Widerlager erhalten ist.

#### Glückauf-Schacht

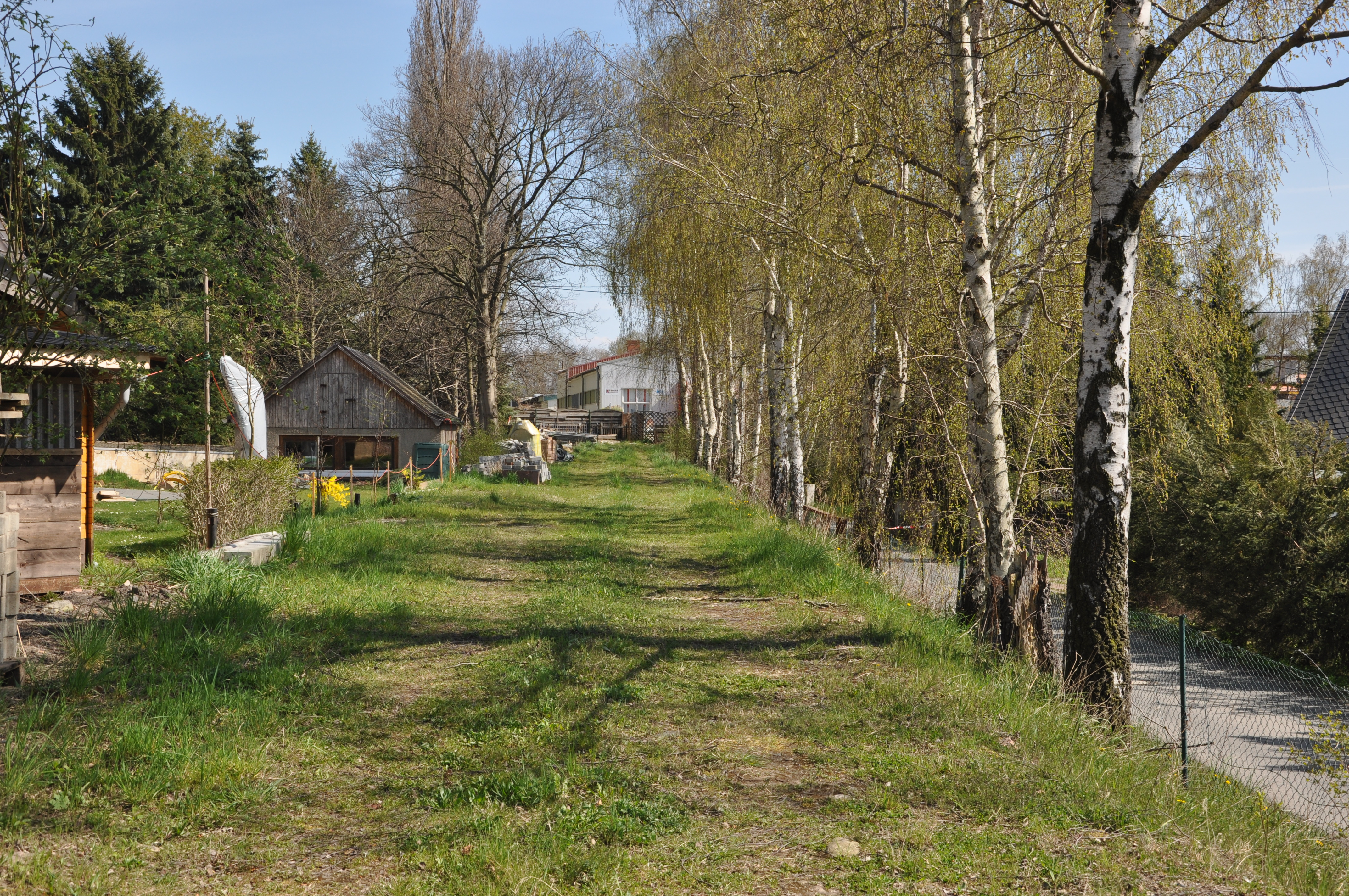
Bahnkörper der Zweigbahn zum Glückauf-Schacht (2015)

Der Glückauf-Schacht wurde 1867 abgeteuft. Die auf Kosten der Freiherrlich von Burgker Steinkohlen- und Eisenhüttenwerke errichteten Anschlussbahn wurde 1875 in Betrieb genommen. Sie begann unmittelbar am Haltepunkt Kleinnaundorf und führte dann stetig ansteigend bis zum Schachtgelände. Sie diente bis zur Stilllegung der Grube 1930 dem Kohleversand. Die Bahnstrecke wurde anschließend zur Versorgung der im Schachtgelände befindlichen Brikettfabrik mit Feinsteinkohle des Königin-Carola-Schachtes der Aktiengesellschaft Sächsische Werke genutzt. Am 27. Juli 1942 übertrug die Verwaltung der Burgker Werke das Gelände an die hier angesiedelte Dresdner Mineralölproduktengesellschaft „Kontak“ GmbH. Nach dem Zweiten Weltkrieg nutzten die Nachfolgefirma VEB Tankholzwerk und weitere sieben Anschließer das Anschlussgleis weiter. Die DR kündigte es am 19. August 1967 und ließ es kurze Zeit später abbauen.

#### Steinbruch Thürk
Der Anschluss Steinbruch Thürk bestand ab 1859. Der Steinbruch lieferte für den Bahnbau Schotter und versandte diesen schon von Beginn an in normalen Zehn-Tonnen-Güterwagen. Der Anschluss wurde 1884/85 aufgelassen.

#### Marienschacht

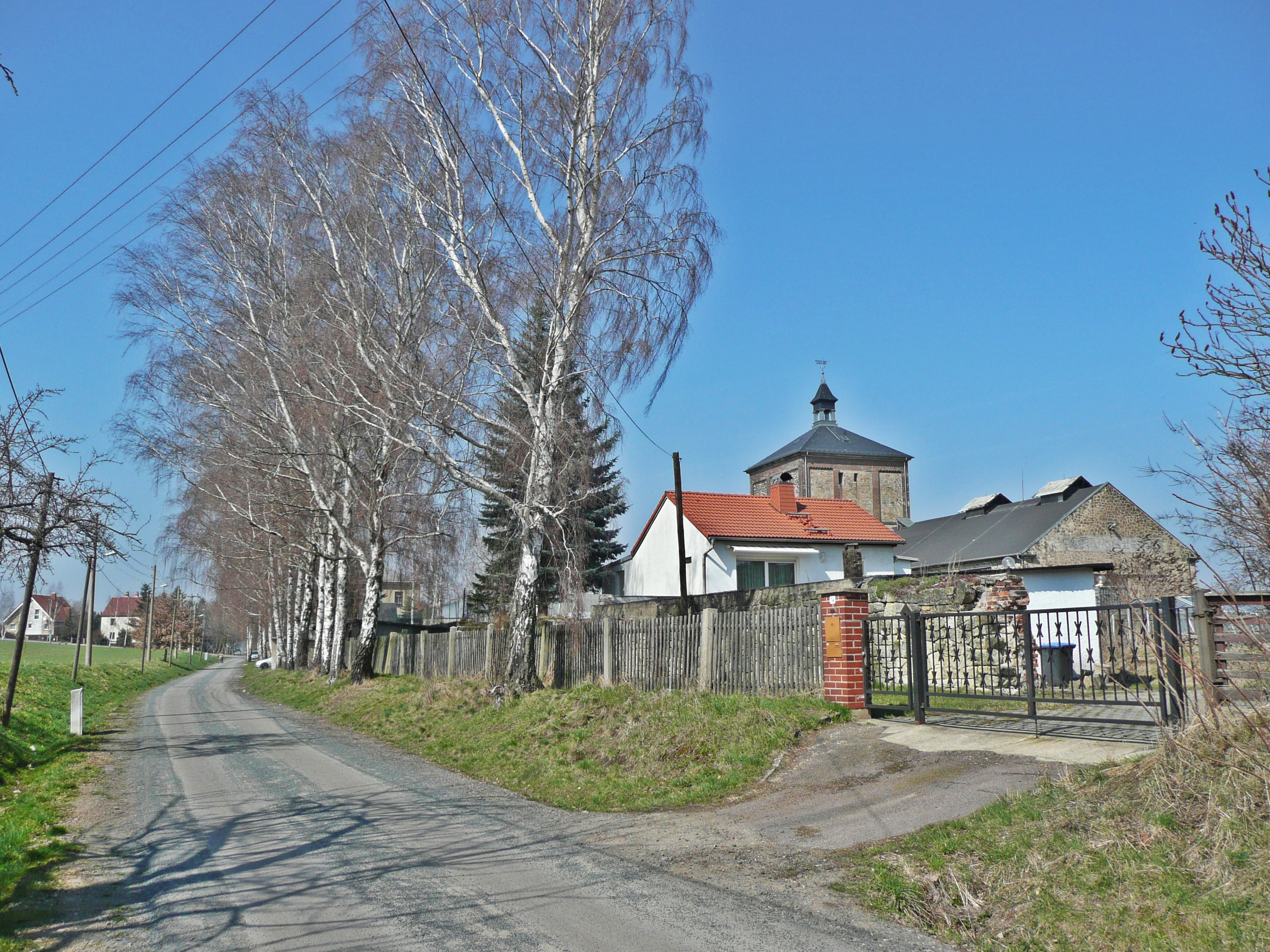
Die ehemalige Bahntrasse am Marienschacht, dem letzten erhaltenen Steinkohlenschacht des Windberggebietes (2009)

Der 1893 in Betrieb genommene Marienschacht der Freiherrlich von Burgker Steinkohlen- und Eisenhüttenwerke war der jüngste Schacht im Windberggebiet. Er befand sich unmittelbar am Gleis der Windbergbahn bei Neubannewitz. Ein Anschlussgleis bestand seit 1898. Der Schacht förderte bis zum 11. April 1930.
Nach dem Zweiten Weltkrieg nutzten der VEB Steinkohlenwerk Freital und die SDAG Wismut den Marienschacht als Betriebsschacht weiter. Das erhaltene Schachtgebäude mit dem markanten Malakoff-Förderturm steht unter Denkmalschutz.

#### Beckerschacht und Berglustschacht
Die Schachtanlagen des Hänichener Steinkohlenbauvereins Beckerschacht und Berglustschacht in Hänichen und der benachbarte Beharrlichkeitsschacht in Rippien  waren der ursprüngliche Grund für den Bau der Hänichener Kohlezweigbahn gewesen. Im Berglustschacht befand sich bei Kilometer 12,478 das nominelle Streckenende der Hänichener Kohlezweigbahn.

#### Zweigbahn GHR (Beharrlichkeitsschacht)
Die etwa einen Kilometer lange Zweigbahn bestand seit der Streckeneröffnung. Sie begann kurz vor dem Streckenendpunkt am Berglustschacht und führte zum Beharrlichkeitsschacht in Rippien. Nach der Stilllegung der Zeche erfolgte 1907 der Gleisabbruch.

#### Zweigbahn GHP (Hermannschacht)
Zum Hermannschacht des Dresden-Possendorfer Aktienvereins in Possendorf führte ab 1862 eine privat finanzierte, zwei Kilometer lange Zweigbahn. Sie begann am Gleisende des Berglustschachtes. Die Strecke war bis zur Stilllegung des Hermannschachtes 1868 in Betrieb, dann wurde sie abgebaut. Ab 1908 nutzte man die ersten 200 Meter der alten Trasse für die Streckenverlängerung der Windbergbahn nach Possendorf. Ab dem Kilometer 12,7 wurde der Trassenverlauf geändert. Die alte Trasse ist bis zur B 170 noch vorhanden.

#### Zweigbahn Dippoldschacht
Zum Anschluss des Dippoldschachtes des Golberoder-Dippoldiswalder Aktienvereins war eine private Zweigplan geplant. Die etwa 880 Meter lange Bahn sollte etwa beim Kilometer 1,75 der Hermannschachtbahn abzweigen. Aufgrund der Einstellung des Grubenbetriebes kam der Plan nicht zur Ausführung.

### Kunstbauten
Der Bau von Viadukten und Tunneln konnte dank der gut an die Geländeform angepassten Trassierung vermieden werden. Nötig war nur der Bau von mehreren kleinen, durchweg aus Sandstein gemauerten Durchlässen. Sie sind zum Teil noch erhalten und für den heutigen Bahnverkehr tragfähig. Die größten Brücken sind die jeweils 18 m langen Überführungen über die Coschützer Straße in Freital-Birkigt und über die Karlsruher Straße in Dresden-Gittersee. Insgesamt bestanden einst 21 Brücken und Durchlässe.

## Fahrzeugeinsatz
Wegen des 85-Meter-Bogens im Geiersgraben bestehen für den Fahrzeugeinsatz auf der Windbergbahn besondere Beschränkungen. So dürfen starrachsige Fahrzeuge – unabhängig davon, ob es sich um Lokomotiven oder Wagen handelt – nur bis zu einem Achsstand von 3,00 m eingesetzt werden. Fahrzeuge mit Lenkachsen können dagegen einen Achsstand von 4,50 m haben. Wagen mit Drehgestellen waren bis zu einem Drehzapfenabstand von 8,00 m und 2,60 m Überhang bis zur Pufferebene zugelassen.

### Lokomotiven und Triebwagen

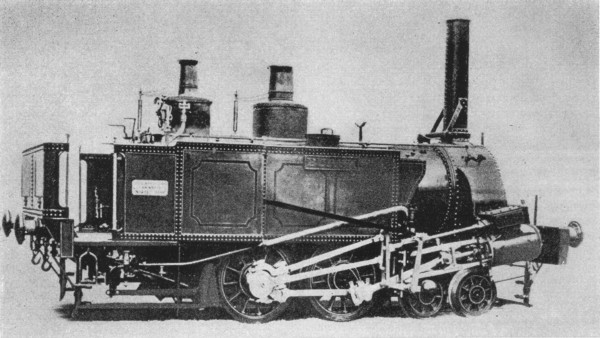
Die BURGK (Werkfoto von 1866)

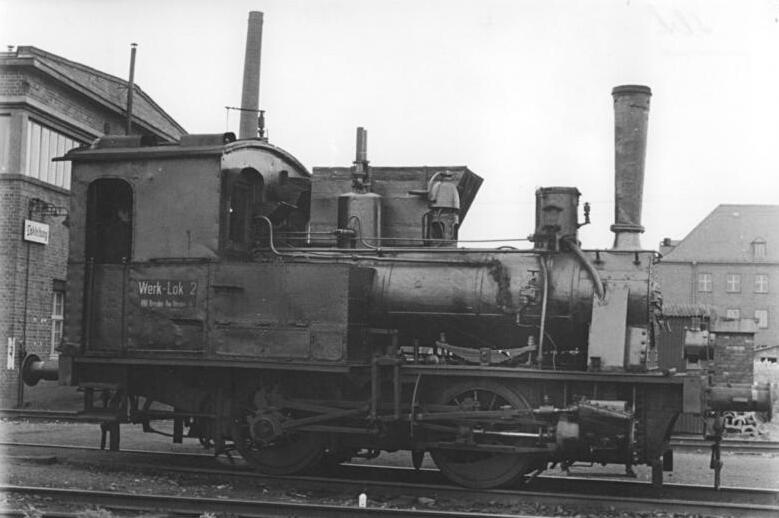
Die ehemalige VII T HEGEL als Werklokomotive im Bw Dresden-Friedrichstadt (1952)

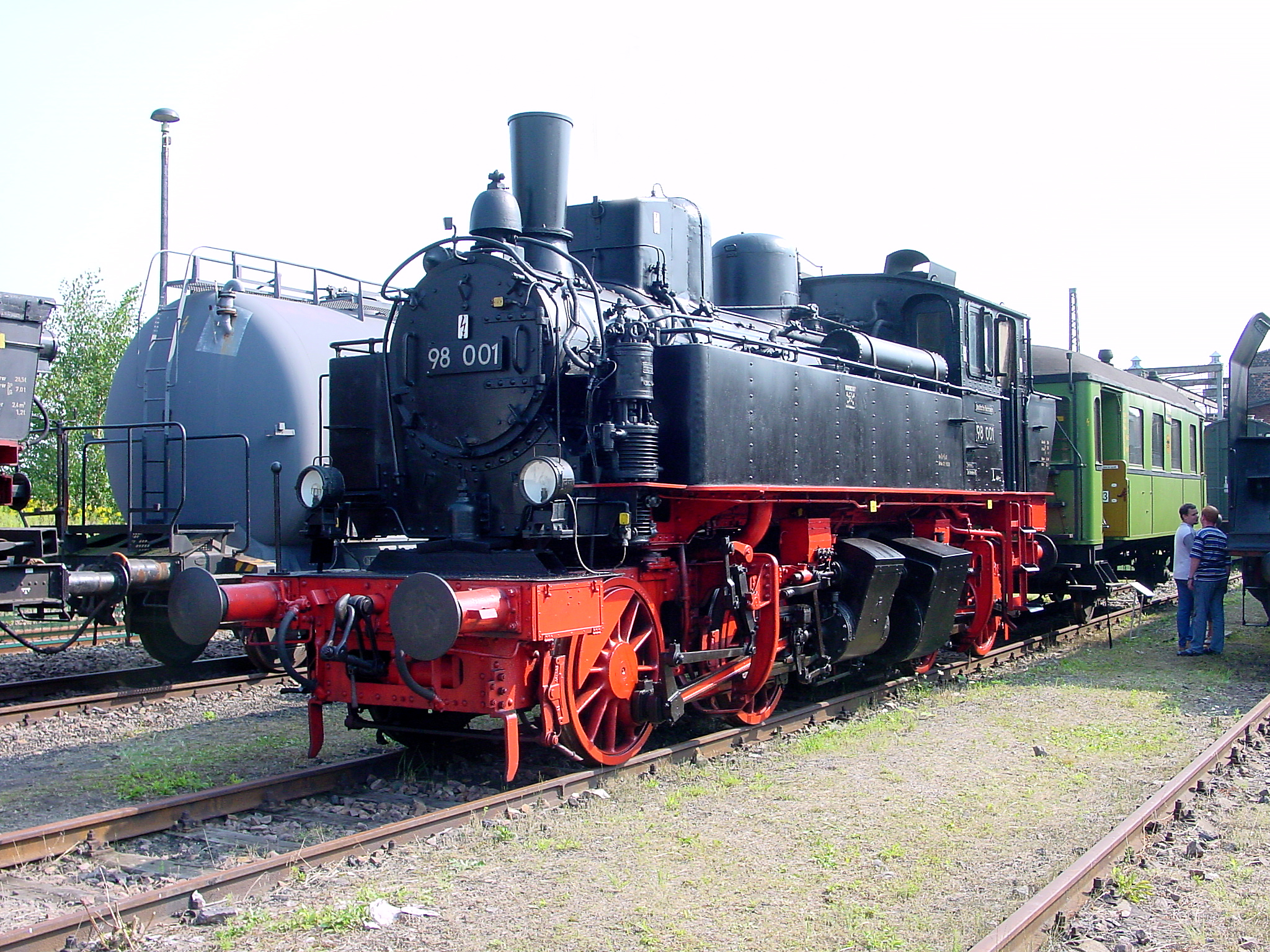
Die Museumslokomotive 98 001 (Sächsische Gattung I TV) im Sächsischen Eisenbahnmuseum in Chemnitz (2001)

Die Albertsbahn AG beschaffte ab 1856 speziell für den Einsatz auf der Hänichener Kohlezweigbahn fünf Lokomotiven von Hartmann in Chemnitz. Sie erhielten die Namen ELBE, WINDBERG, STEIGER, FREIBERG und BURGK. Durch ihre Konstruktion mit voranlaufendem Drehgestell waren sie für den Verkehr auf den engen Radien der Kohlebahn gut geeignet. Nach der Verstaatlichung der Albertsbahn AG gelangten alle fünf Lokomotiven noch in den Bestand der Kgl. Sächsischen Staatseisenbahnen, wo sie fortan in die Gattung H VIIIb T eingeordnet waren. In den Jahren 1885 bis 1893 wurden sie ausgemustert.
Als Ablösung der alten Lokomotiven der Albertsbahn kamen die zweifachgekuppelten Tenderlokomotiven der Gattung VII T zur Hänichener Kohlezweigbahn. Bis zum Ersten Weltkrieg bewältigten die VII T den Gesamtverkehr. Nachgewiesen sind insgesamt 19 verschiedene Lokomotiven, die seinerzeit auf der Windbergbahn zum Einsatz kamen. Die 1886 bei der Sächsischen Maschinenfabrik in Chemnitz gebaute HEGEL blieb erhalten und gehört als nicht betriebsfähige Museumslokomotive zum Bestand des Verkehrsmuseums Dresden.
Um 1900 erprobte man die Gattung sä. M I TV. Ein planmäßiger Einsatz erfolgte jedoch nicht.
In den Jahren 1910 bis 1914 wurden stattdessen die speziell für die Windbergbahn konstruierten Lokomotiven der Gattung I TV in Dienst gestellt. Sie waren wie die M I TV als Drehgestelllokomotiven der Bauart Meyer ausgeführt. Als konstruktives Vorbild hatten dabei vor allem die Schmalspurlokomotiven der Gattung IV K gedient, die sich im Einsatz auf den bogenreichen Schmalspurbahnen Sachsens gut bewährten. Die Deutsche Reichsbahn ordnete die Lokomotiven ab 1925 in die Baureihe 98.0 ein. Bis Mitte der 1960er Jahre bewältigten die Lokomotiven den Gesamtverkehr der Windbergbahn, bis Diesellokomotiven sie ablösten. Die 98 001 (ex I TV 1394) blieb erhalten und gehört als nicht betriebsfähige Museumslokomotive zum Bestand des Verkehrsmuseums Dresden. Sie befindet sich als Leihgabe im Sächsischen Industriemuseum in Chemnitz.
Vom 4. bis 9. Januar 1934 verkehrte versuchsweise der vierachsige Verbrennungstriebwagen 766 zusammen mit einem zweiachsigen Beiwagen (Nummernbereich 140 001ff).
Diesellokomotiven der DR-Baureihe V 60 (später Baureihe 106, heute 346) mit Spurkranzschmierung lösten Ende der 1960er Jahre die verschlissenen Dampflokomotiven ab. Sie bewältigten bis 1993 den Gesamtverkehr.

### Wagen
Güterwagen
Als Vorbild für die Kohlewagen hatten Brescius’ belgische Kohlehunte mit drei Tonnen Tragfähigkeit gedient. Die Wagen der Albertsbahn AG hatten fünf Tonnen Tragfähigkeit und waren als Holzkonstruktion ausgeführt. Die verlängerten Längsträger dienten gleichzeitig als ungefederte Puffer. Eine einfache Kupplung mit Haken und Hakenbügel fungierte als Zugvorrichtung, die mit normalen Staatsbahnwagen kompatibel war. Zunächst baute die Dresdner Firma Schrumpf & Thomas, später die Firma Lüders in Görlitz die Wagen. Die 34 Wagen der ersten Lieferung waren nur von Hand entladbar, dazu besaßen sie abnehmbare Seitenwände. Alle weiteren 256 Wagen waren mit einem Klappboden zur Schwergewichtsentladung ausgestattet.
Als Nachfolger der Kohlehunte kamen ab der Jahrhundertwende normale Güterwagen der Staatsbahn zum Einsatz, welche die geforderte Bogenläufigkeit aufwiesen. Eine besondere Situation entstand erst ab den 1960er Jahren, als das Reifenwerk Coschütz immer mehr Wagen fremder Bahnen im Eingang erhielt. Mit einer Sondergenehmigung durften deshalb ab 1965 auch zweiachsige Wagen mit einem Achsstand zwischen 4500 und 6500 Millimetern befördert werden, wenn sie mit besonderen, in die Zughaken einzuhängenden Kuppelstangen am Zugschluss eingereiht waren. Zulässig waren zwei derartig gekuppelte Wagen pro Zug. Problematisch waren Wagen mit Puffertellern kleiner als 450 mm. Um Überpufferungen zu vermeiden, erhielten sie für die Fahrt auf der Windbergbahn ab 1971 Behelfspufferteller entsprechender Größe aufgeschraubt.
Reisezugwagen

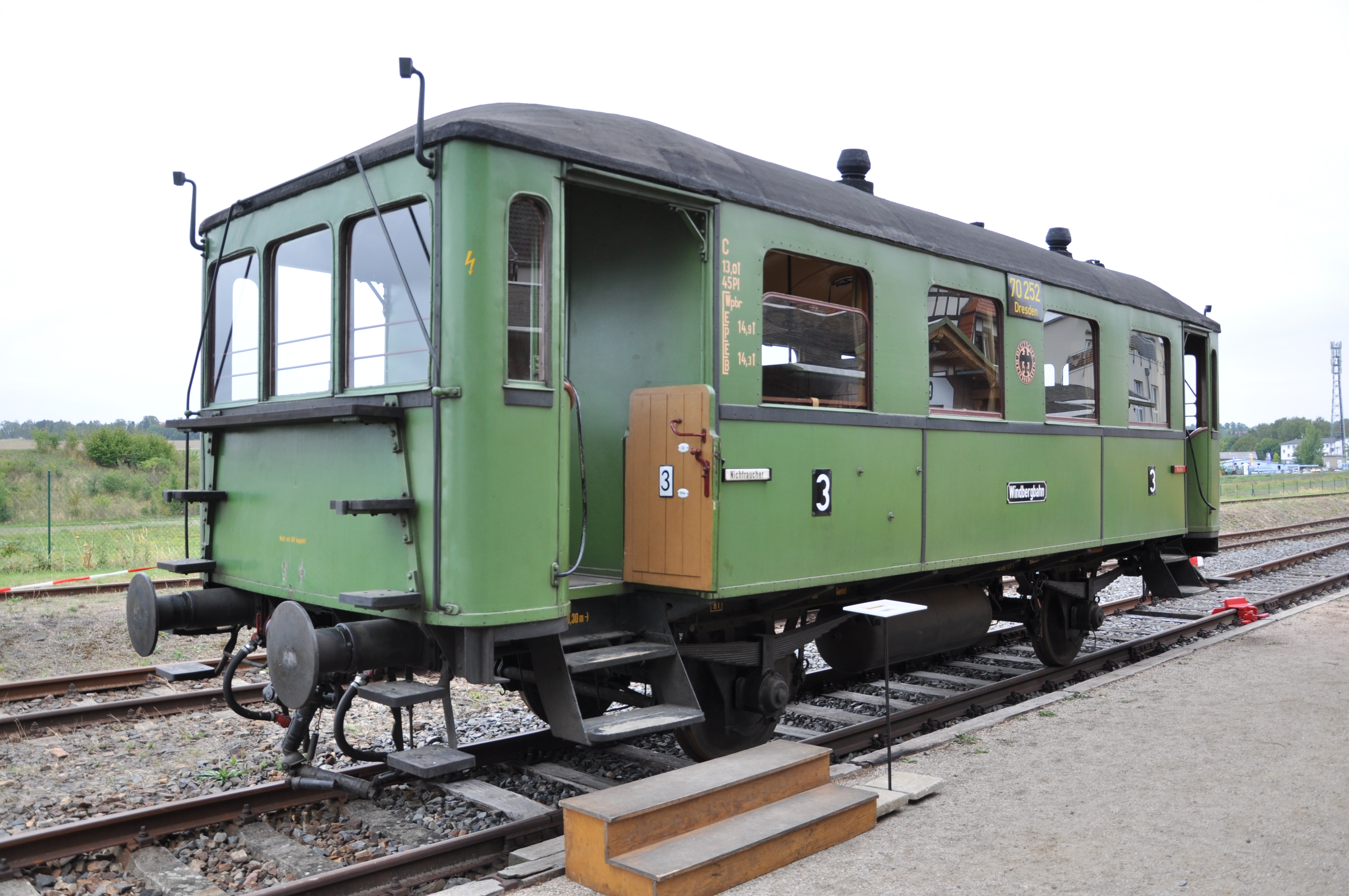
Reisezugwagen 3. Klasse der Gattung C Sa 12 („Windbergaussichtswagen“)

In den ersten Jahren des Personenverkehrs kamen zunächst schon vorhandene Reisezugwagen zum Einsatz, die mit ihrem kurzen Achsstand auf der Windbergbahn eingesetzt werden konnten. Es handelte sich dabei fast durchweg um Abteilwagen, die zum Teil schon 35 Jahre alt und mit ihren kleinen Fenstern nicht mehr zeitgemäß waren.  Ab 1910 liefen auf der Windbergbahn erstmals zwei offene, mit einem Dach versehene Aussichtswagen, die aus zwei alten Abteilwagen umgebaut worden waren.
Erst 1911 kam eine gänzlich neue Wagengeneration zum Einsatz, die als Windbergaussichtswagen bekannt geworden ist. Die Waggon- und Maschinenfabrik in Bautzen baute vier Exemplare der neuen Wagen speziell für die Windbergbahn. Neuartig waren die breiten Fenster und verglaste Aussichtsplattformen. Einer dieser Wagen blieb erhalten. Er befindet sich als betriebsfähiger Museumswagen im Eigentum des Windbergbahn e. V.
In den 1930er Jahren wurden die letzten für Reservezwecke noch vorhandenen Abteilwagen ausgemustert. Daher musste Ersatz beschafft werden, da die vorhandenen Aussichtswagen nicht immer ausreichten. Es gab aber keine geeigneten modernen Wagen, da diese alle zu lang waren. Neue Wagen wollte man nicht bauen lassen, also wurde bei einigen Abteilwagen der Bauart C Sa 95 (sä Gattung 156) das Laufwerk angepasst. Der Achsstand wurde auf 4500 mm verringert und die neue Bauart als C Sa 95/32 bezeichnet. Im Jahr 1936 waren fünf so umgebaute Wagen vorhanden. Im letzten Reisezug der Windbergbahn liefen am 9. November 1957 neben den beiden noch vorhandenen Aussichtswagen und dem preußischen Güterzugpackwagen auch noch zwei dieser Umbauwagen mit.

## Museum zur Geschichte der Windbergbahn
Das Museum zur Geschichte der Windbergbahn ist in der Wartehalle des ehemaligen Empfangsgebäudes des Bahnhofs Dresden-Gittersee eingerichtet. Es ist neben dem Eisenbahnmuseum Bw Dresden-Altstadt, dem Verkehrsmuseum Dresden und dem Straßenbahnmuseum Dresden eines von vier Museen in Dresden, die sich mit schienengebundenen Verkehrsmitteln beschäftigen.
Die kleine Ausstellung erinnert an die Geschichte der Bahnstrecke. Zu sehen sind Schautafeln mit Fotos und Zeichnungen sowie historische Gegenstände. Ergänzt wird sie durch einen Souvenirladen, in dem betreffende Literatur angeboten wird. Im Güterschuppen, der 1920 fertiggestellt worden war, kann ein mechanisches Stellwerk der Bauart Jüdel neu besichtigt werden. Es befindet sich seit 1957 an diesem Ort und ist das einzige im Streckenverlauf.
Auf den Gleisen des Bahnhofes Dresden-Gittersee werden die Eisenbahnfahrzeuge des Vereins präsentiert.

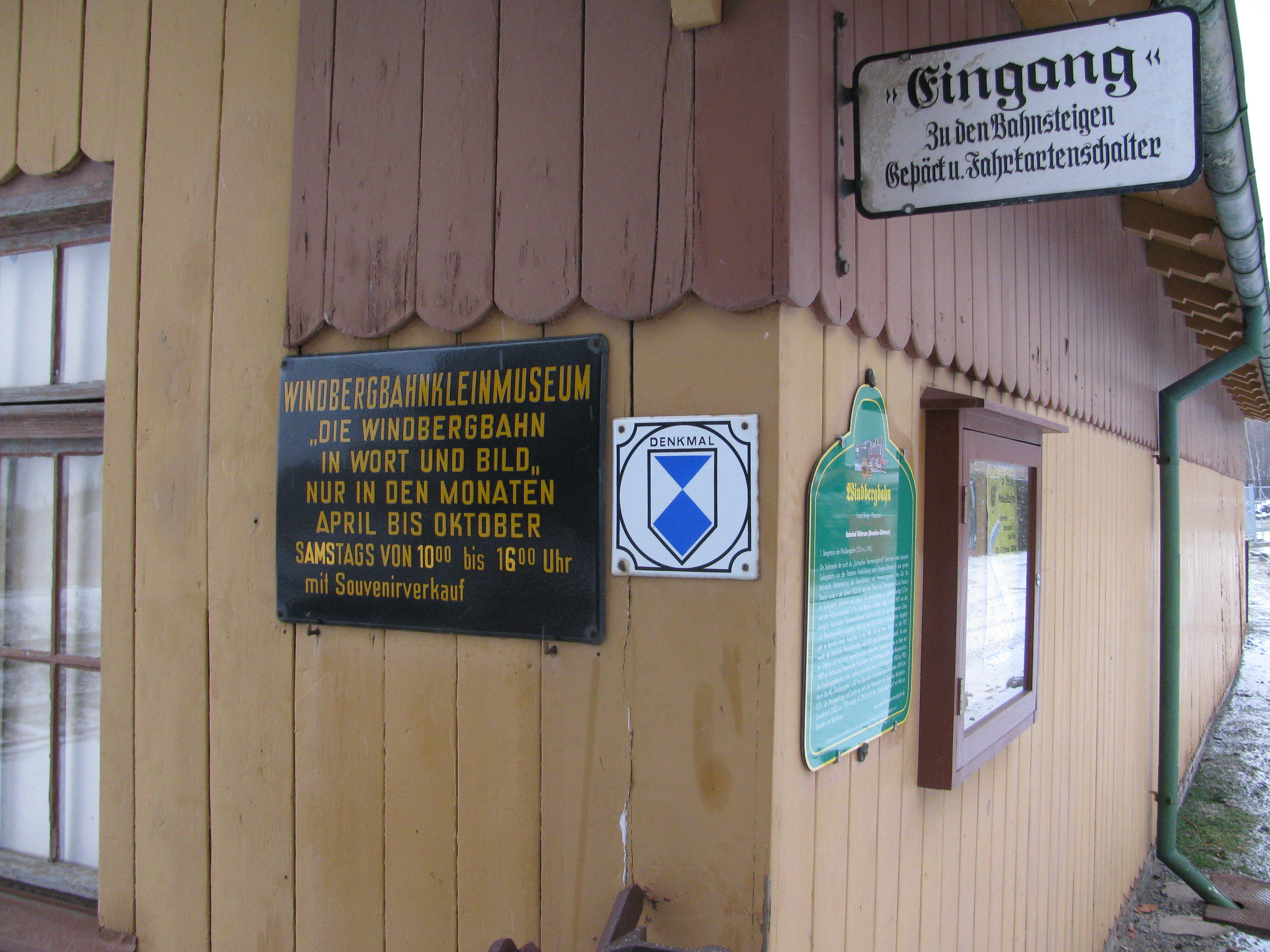
Detail am Museumsgebäude
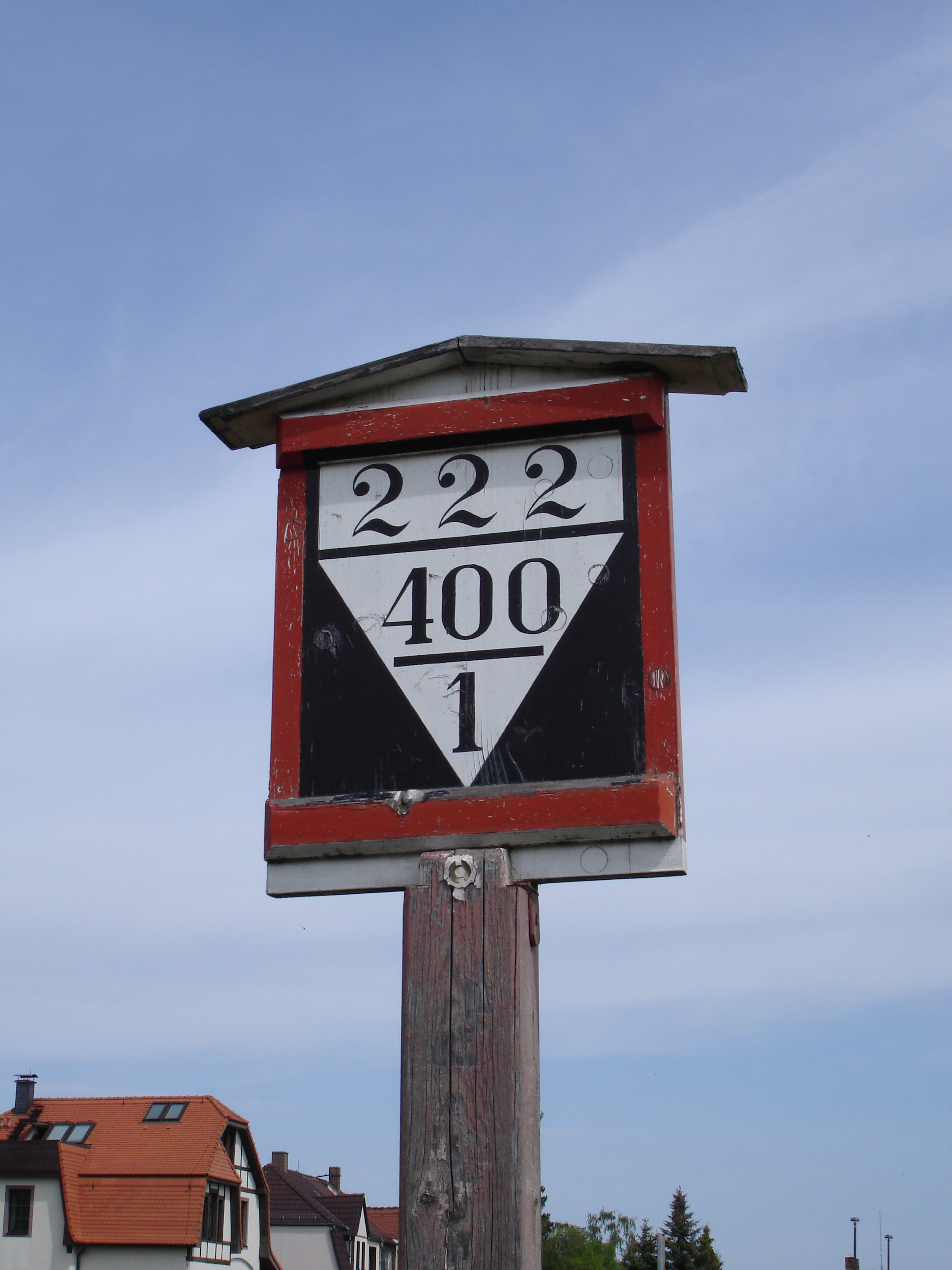
Sächsischer Neigungszeiger
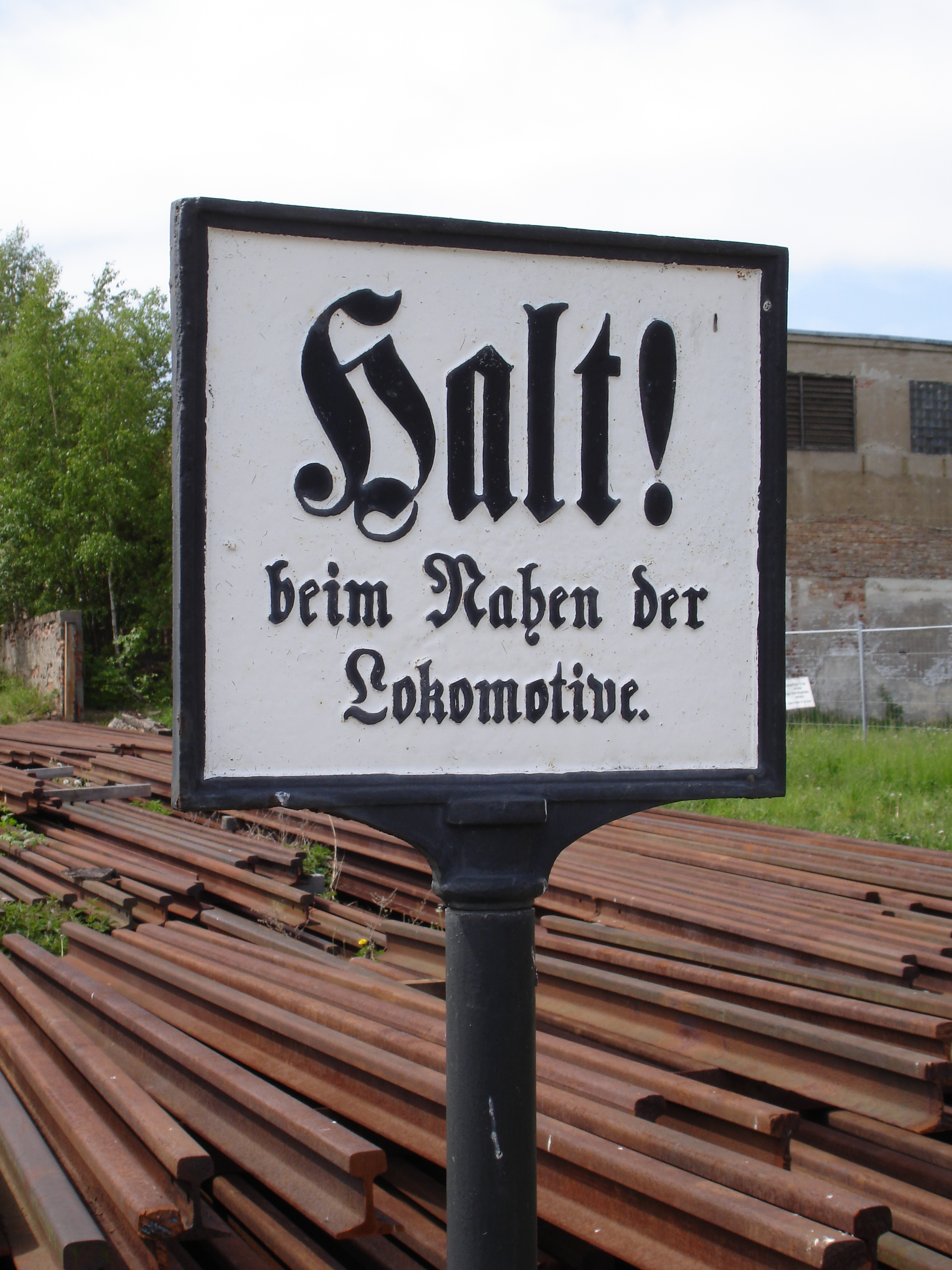
Hinweisschild
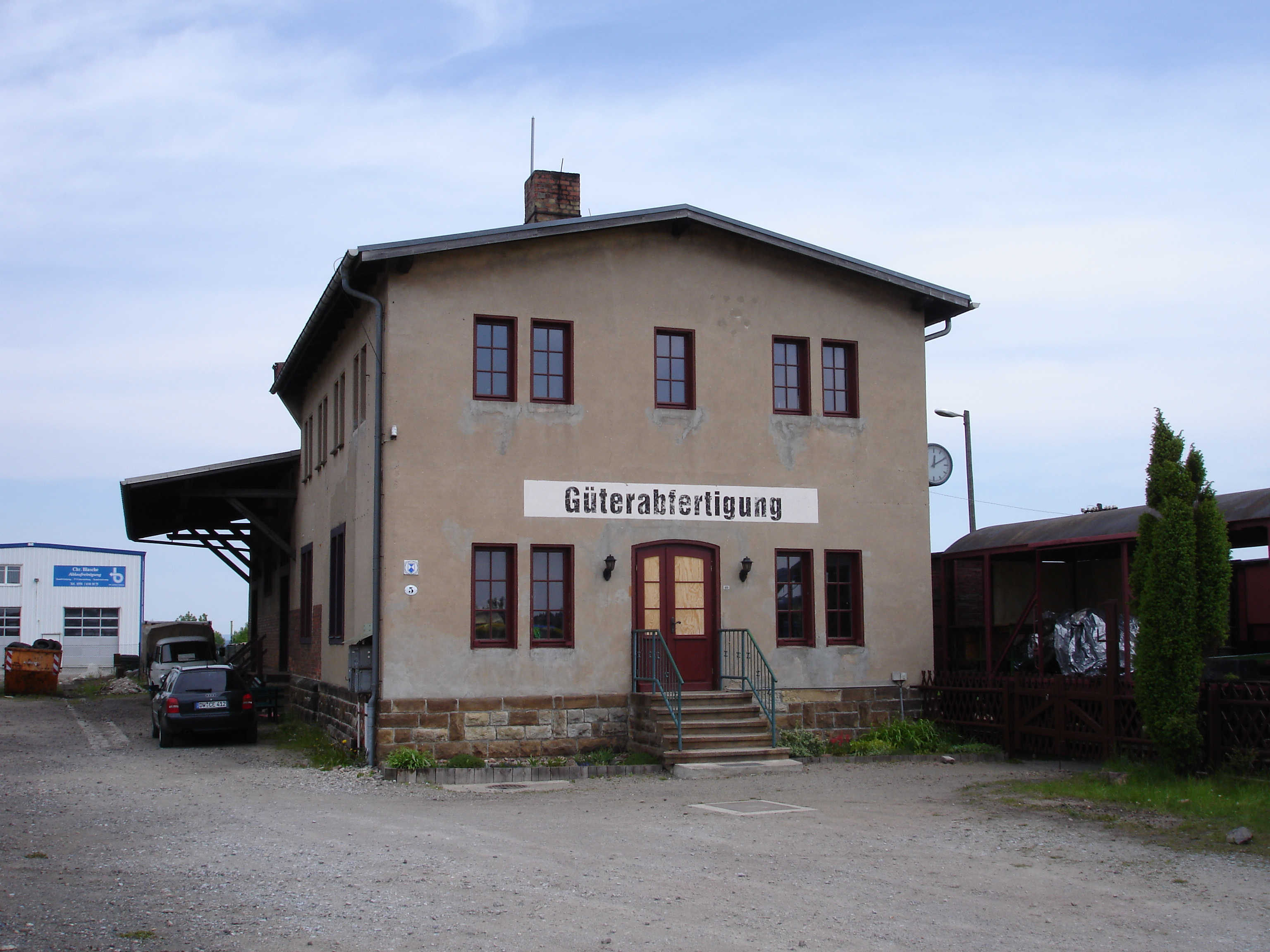
Ehemalige Güterabfertigung

## Die bestehende Strecke

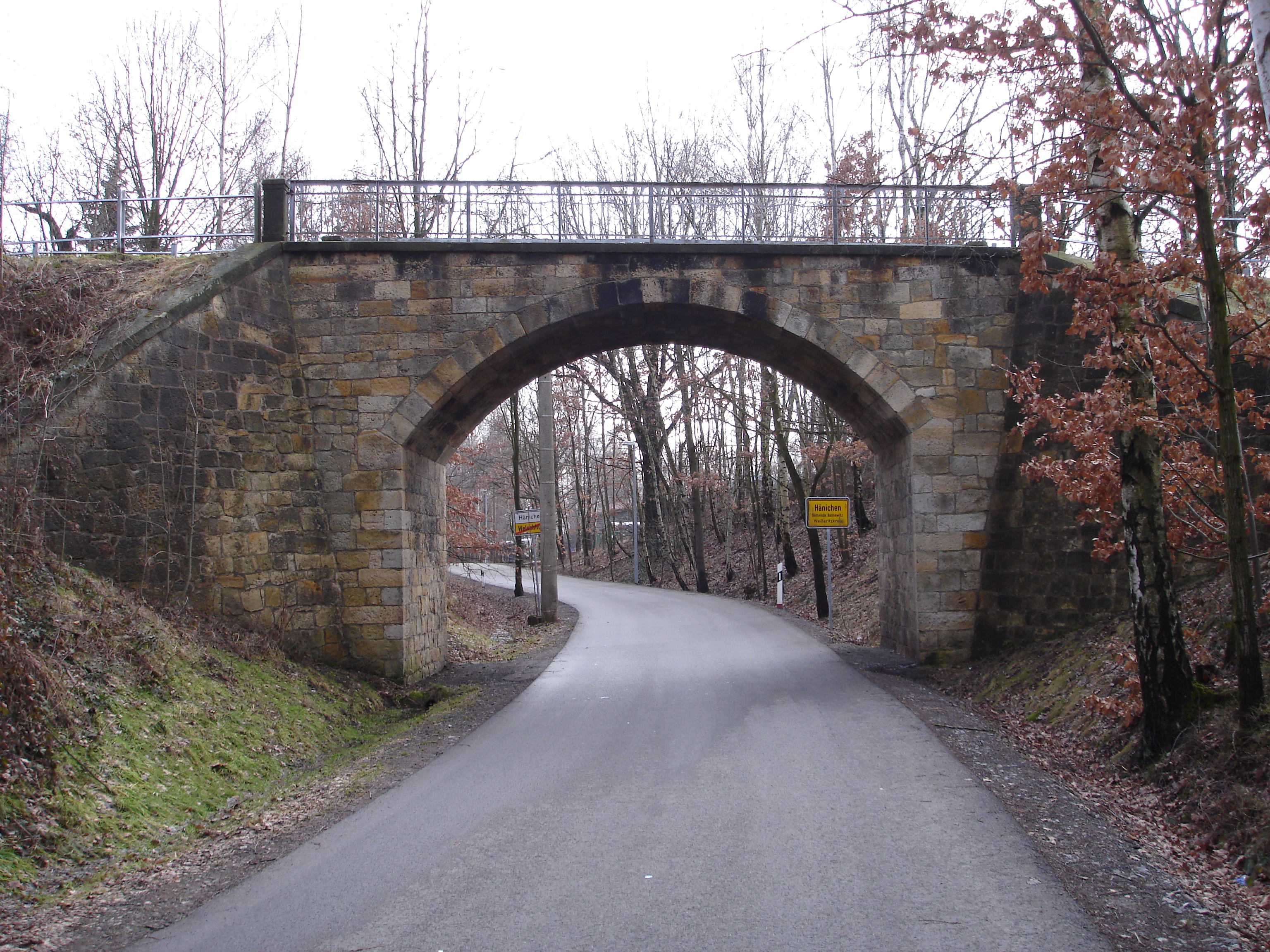
In Hänichen wird die Trasse der Windbergbahn als Straße benutzt.

Bis Dresden-Gittersee ist die Strecke mit Ausnahme des abgebauten Abzweigs in Freital Ost in einem befahrbaren Zustand erhalten. Nach Beseitigung einiger Gleisschäden wäre hier zukünftig wieder regulärer Zugverkehr möglich.
Die weitere Strecke bis zum Endpunkt Possendorf ist seit 1951 bzw. 1972 abgebaut. Dank des 1980 ausgesprochenen Denkmalschutzes ist die ehemalige Bahntrasse mit Ausnahme mehrerer kurzer Abschnitte (Haltepunkt Kleinnaundorf bis Schulberg; von der Nordeinfahrt des ehemaligen Bannewitzer Bahnhofes bis zur Horkenstraße in Höhe des Betriebsgeländes von Kompressorenbau Bannewitz; Ecke Bahnhofstraße / Pulverweg in Hänichen; im ehemaligen Bahnhof Possendorf) durchgängig unverbaut erhalten geblieben. Seit den 1990er Jahren verläuft auf dem Bahnkörper ein Radweg, der 2019 im Rahmen der 875-Jahrfeier von Kleinnaundorf im Bereich des Ortes den Namen Guido-Brescius-Weg erhielt.

## Film
- Die Windbergbahn (Folge 276, ab 10:50), Sendung Eisenbahn-Romantik des SWR